# Лубок

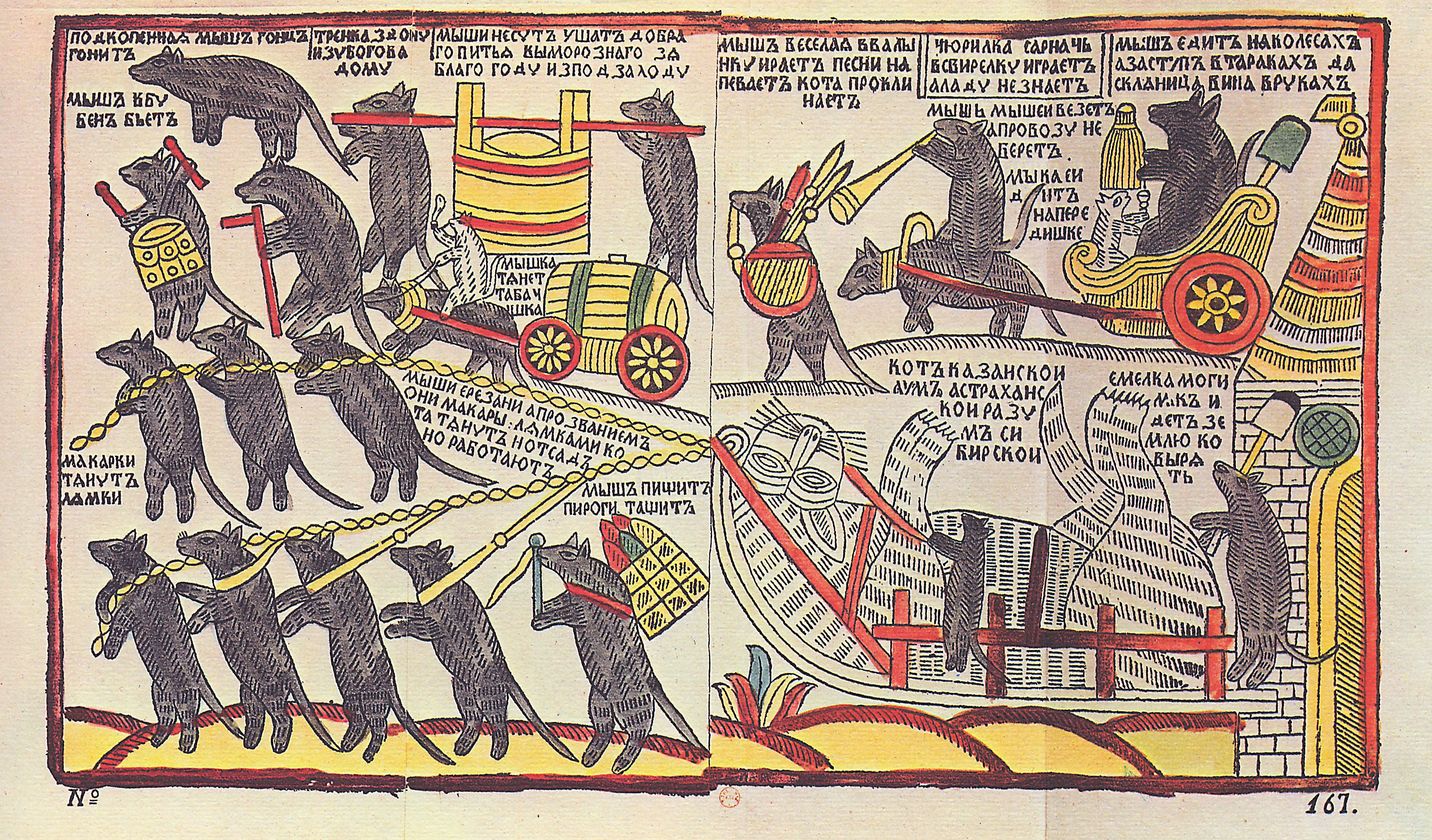
«Мыши кота погребают», 1760

Лубо́к (лубочная картинка, лубочный лист, потешный лист, простовик) — вид графики, изображение с подписью, отличающееся простотой и доступностью образов. Вид русского народного творчества. Выполнялся в технике ксилографии, гравюры на меди, литографии и раскрашивался от руки.
Для лубка характерны простота техники, лаконизм изобразительных средств (грубоватый штрих, яркая раскраска). Часто в лубке содержится развернутое повествование с пояснительными надписями и дополнительные к основному (поясняющие, дополняющие) изображения.

## История

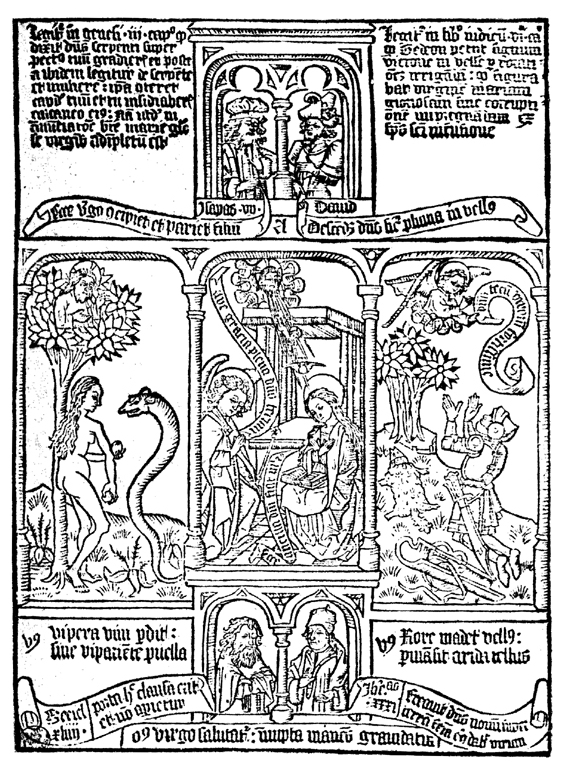
Страница Библии бедных (Biblia Pauperum). Европа. XV век

Самые древние лубки известны в Китае. До VIII века они рисовались от руки. Начиная с VIII века известны первые лубки, выполненные в гравюре на дереве. В Европе лубок появился в XV веке. Для раннего европейского лубка характерна техника ксилографии. Позже добавляются гравюра на меди и литография.
Благодаря своей доходчивости и ориентированности на «широкие массы» лубок использовался как средство агитации (например, «летучие листки» во время Крестьянской войны и Реформации в Германии, лубочные изображения времён Великой французской революции).
В Германии фабрики по производству лубочных картинок (бильдербогенов) находились в Кёльне, Мюнхене, Нойруппине; во Франции — в городе Труа (с 1800 года — также и в Эпинале в Лотарингии). В Европе широко распространены книжки и картинки непристойного содержания, например, «Картина супружеской любви» (фр. Tableau de l’amour conjugal). В Россию «соблазнительные и безнравственные картинки» завозились из Франции и Нидерландов.
Восточный лубок (Китай, Индия) отличается яркой красочностью. Лубок встречается и в арабских странах, где изображались исламские пророки, шейхи, святые, а также сцены из поэм и эпоса. С начала XX века в связи с ростом национального самосознания начинают изображаться национальные герои. Традиционный арабский лубок оказал сильное влияние на современные арабские искусства карикатуры и политических плакатов. Египетский лубок до настоящего времени сохраняет традиционные изобразительные сюжеты и орнаменты.
В конце XIX века лубок эволюционировал в комиксы современного образца.

## В России

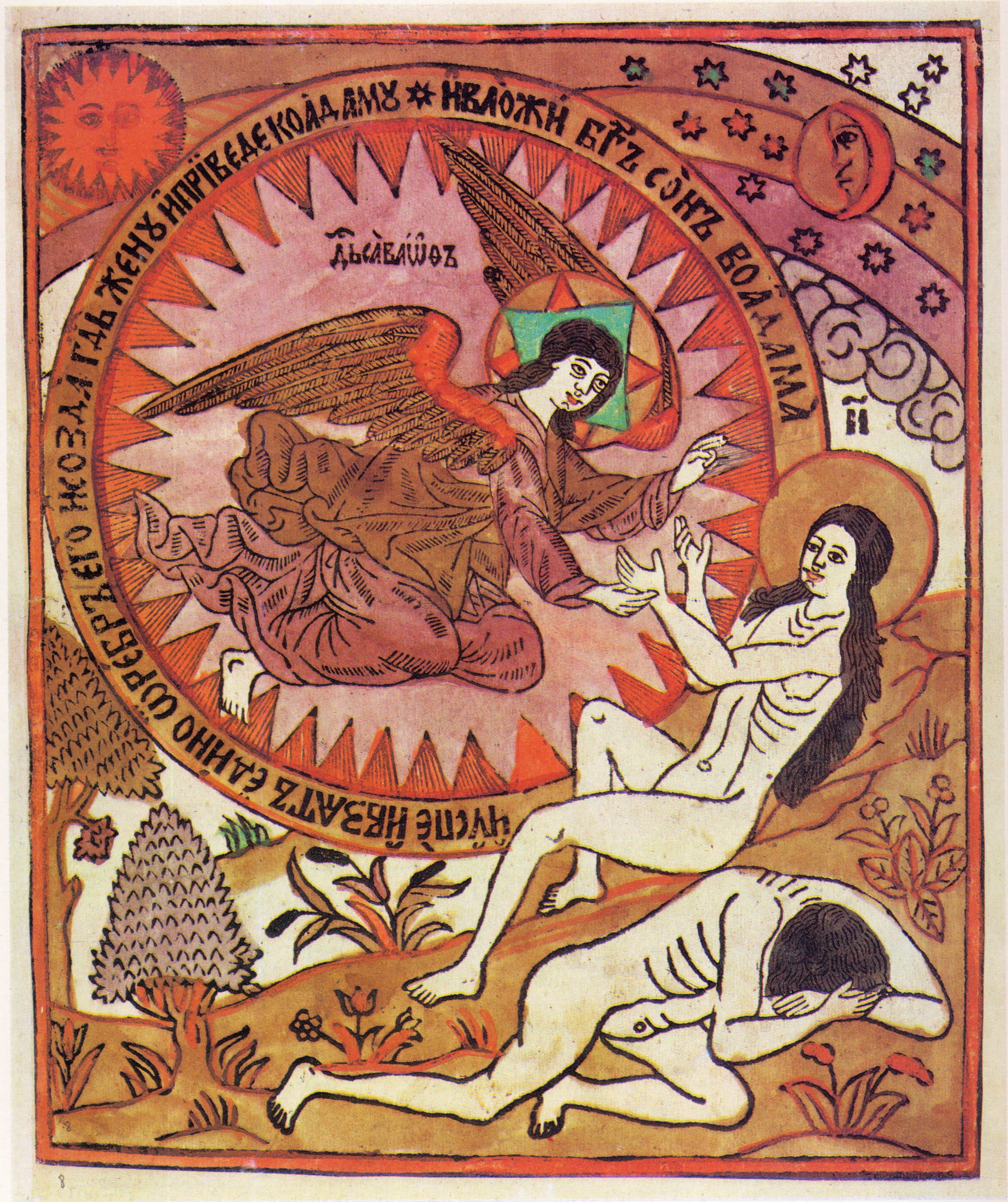
Адам и Ева. Гравёр (резных дел мастер) Василий Корень. XVII век.

### История

#### XVI—XVII века
В XVI-начале XVII веков в Московском царстве продавались эстампы, называвшиеся «фряжскими листами» или «немецкими потешными листами», поскольку они привозились с Западной Европы («немцами» в Московской Руси называли вообще всех западноевропейцев, а фрягами/фрязинами — итальянцев), впрочем, вскоре их изготовление было налажено и непосредственно в России. В России такие рисунки печатались на досках особого пиления, носивших название луб. Лубяные доски использовались при составлении чертежей и планов, а также для рисования как минимум с XV века (о чём упоминается в Правой грамоте псковского князя Ярослава Васильевича Снетогорскому монастырю от 11 июня 1483 года, касавшейся земельных споров за шестую часть реки Перервы, оспаривавшуюся Снетогорским и Козмодемьянским монастырями: «Княжой боярин да соцкой тое воды досмотрели, да и на луб выписали и перед осподою положили, да и велись по лубу»). Именно из-за использовавшего материала лубок позднее и получил своё название. Не исключено, что слово «лубок» имеет другое происхождение: в XVI—XVII веках большое распространение получили раскрашиваемые лубяные коробы.
Такие гравюры в Москве продавались в Овощном ряду, впоследствии и на Спасском мосту (традиционно бывший сосредоточием книготорговцев). Приобретали лубки не только простой народ, но и знать, включая царскую семью. Так, в комнатах царевича Алексея Алексеевича (скончавшегося в 1670 году) было «пятьдесят рамцов с листами фряжскими», а на 1682 год для хором царевича Петра (будущего императора Петра Великого) было приобретено около сотни «фряжских листков». Для царских детей лубки приобретались вместе с игрушками, и помимо развлекательных целей, несли также и образовательную — царевичи и царевны с помощью лубков узнавали некоторые факты истории, географии и естествознания. В помещении, судя по описаниям интерьеров царского жилища, лубки прибивались к деревянным планкам (выполнявших функцию рам) с помощью лужёных гвоздей. Иногда лубки приклеивались прямо к стенам (об этом, упоминается в описании в «верхних каменных чердаков» Теремного дворца за 1685 год). Но лубки религиозного содержания в большинстве случаев всё же вставлялись в рамки.
В конце XVII века века в Верхней типографии (открытой в 1679 году) был установлен печатный станок для печати «фряжских листков» на меди. В 1677 году придворный органист Симон Гутовский изготовил для царя «станок деревянной печатной, печатать фряжские листы», а за 1680 год упоминается мастер Афанасий Зверев, изготовлявший для царя «всякие фряжские рези» на медных досках.

#### XVIII век
Одна из первых российских фигурных фабрик возникла в Москве в середине XVIII века. Фабрика принадлежала купцам Ахметьевым, на ней работало 20 станков.
Русский лубок XVIII века отличается выдержанной композиционностью.
В это время предпринимаются робкие шаги использования лубка с целью агитации. Например, после открытия английским врачом Эдвардом Дженнером вакцины от оспы стали выпускаться лубки, призывавшие крестьян к оспопрививанию: на одном демонстрировались две группы крестьянских детей: здоровые со страхом убегают от двоих детей, покрытых оспинами из-за того, что они не прививались. На другом демонстрируются две крестьянки со своими детьми, как и в предыдущем, проводится антагонизм здоровой и румяной привитой женщины и обезображенной непривитой. Вопреки распространённому мнению, что лубки про вакцинацию стали появляться при Екатерине II (хотя и сама императрица на собственном примере, а также на примере сына, царевича Павла, побуждала прививаться от оспы); в реальности они впервые были выпущены уже при императоре Павле, поскольку на момент открытия Дженнера, в 1797 году, царствующим императором был именно Павел. Кроме того, эти лубки также выпускались и при Александре I, в правление которого оспу впервые в России стали прививать методом Дженнера. Лубки, пропагандировавшие вакцинацию от оспы, являются одним из первых примеров социальной рекламы в России.

#### XIX век

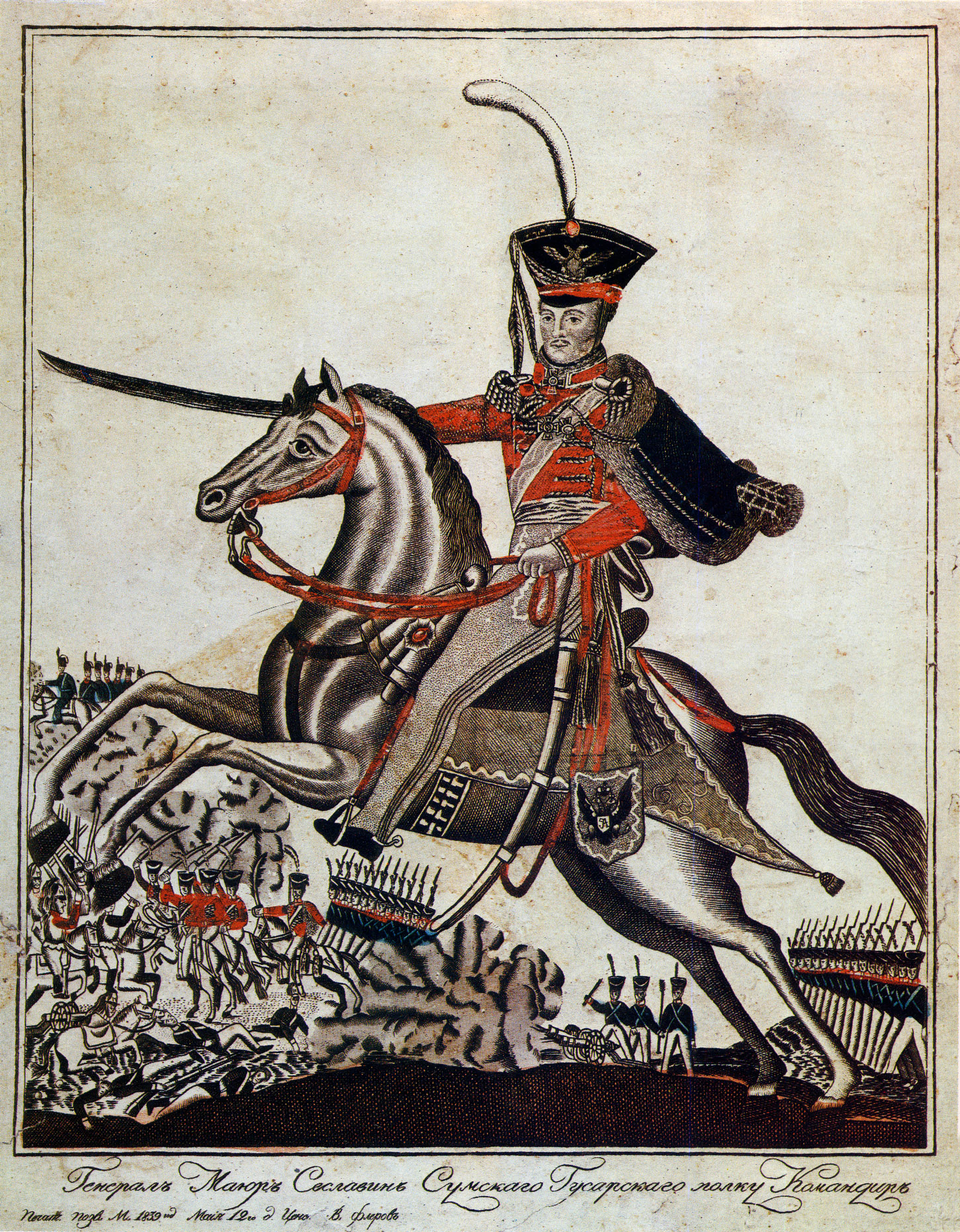
Генерал-майор Александр Сеславин. Исторический лубок XIX века

К середине XIX века в Москве работали крупные фигурные типографии, выпускавшие лубки: Ахметьева, Логинова, Щурова, Чижова, Кудрякова, Руднева, Флорова, девицы Лаврентьевой, Шарапова, Кирилова, Морозова, Стрельцова, Яковлева[кого?].
Во второй половине XIX столетия одним из крупнейших издательств, выпускавших лубки, было издательство Ивана Сытина. На состоявшейся в 1882 году Всероссийской художественно-промышленной выставке в Москве продукция Сытина была отмечена серебряной медалью. В конце XIX века издательство Сытина выпускало около 2 млн экземпляров календарей, около 1,5 млн лубков на библейские сюжеты и около 900 тысяч лубков светского характера. Иван Дмитриевич на протяжении 20 лет коллекционировал доски-формы для лубков, однако коллекция стоимостью несколько десятков тысяч тогдашних рублей была уничтожена во время пожара в типографии Сытина во время революции 1905 года.
Помимо сытинского издательства, на тот момент существовали и другие крупные издательства, выпускавшие лубки. Так, издательство Морозова[кого?] ежегодно выпускало до 1,4 млн лубков; издательство-литография Ивана Голышева — около 300 тысяч. Самыми дешёвыми и в производстве и по своей цене были «простовики». Ежегодно в Московском уезде выпускалось около четырёх миллионов лубков-простовиков, цена каждого составляла примерно полкопейки. Для сравнения, максимальная цена лубочных картинок составляла 25 копеек.
В XIX столетии продолжают выпускаться агитационные лубки, и спектр затрагиваемых тем расширяется: в частности, начинают выпускаться картинки о вреде пьянства. С 1870-х годов лубочную литературу использовали народники, во время своих знаменитых хождений в народ они распространяли книги (сюжетно зачастую представлявшие собой сказки), нёсшие идеологическую революционную направленность.

#### XX век

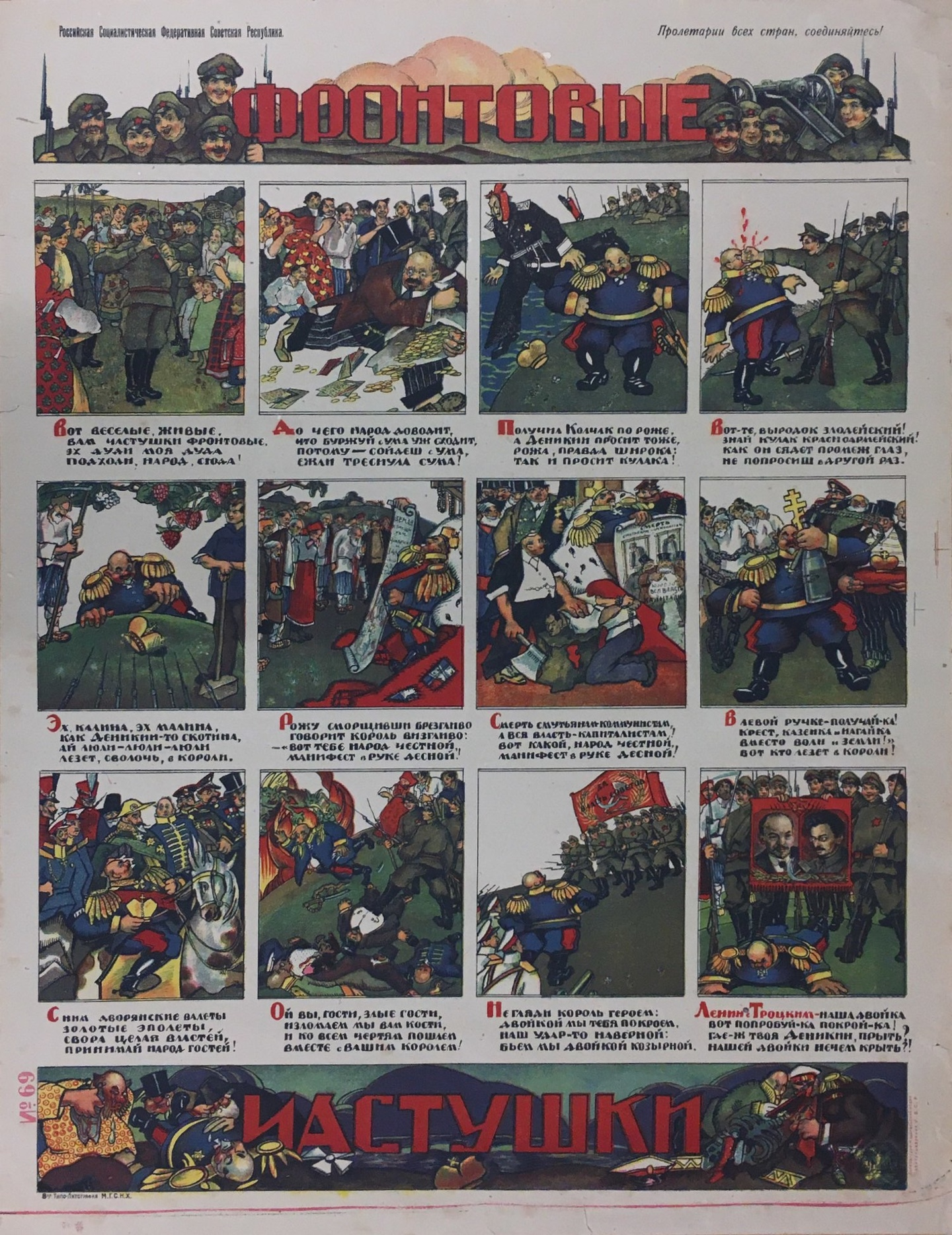
«Фронтовые частушки», плакат-лубок, художник Николай Поманский (1919 г.)

В начале XX века к лубку как источнику вдохновения (равно как и к народному искусству в целом) обращаются художники-авангардисты.
В то же время лубок окончательно становится инструментом пропаганды на стыке с плакатом, что особенно заметно в годы Первой Мировой войны. Из политических партий до Октябрьской революции наиболее активно использвали в качестве средства пропаганды лубки, помимо народников, также и эсеры, также нацеленные на преимущественно крестьянство. Весной 1917 года издательством «Парус», возглавлявшийся Максимом Горьким, придерживавшимся антивоенной политики, стали выпускаться антисамодержавные лубки, над которыми в том числе работали Владимир Маяковский и художник Алексей Радаков (автор плаката «Неграмотный — тот же слепой…» 1920 г. и иллюстратор ряда российских и советских сатирических журналов). Впоследствии в пропагандистских целях лубки стали использовать и большевики (хотя в апреле 1919 года традиционный способ изготовления лубков на деревянных досках был запрещён, и отныне лубки, как и плакаты изготавливались методом литографии). После гражданской войны первые советские лубки стали издаваться Госиздатом РСФСР в 1923 году, однако они были прохладно встречены аудиторией и вскоре их выпуск прекратился.
Лубок использовался в РСФСР (а затем и СССР) с агитационными и пропагандистскими целями наряду с плакатами западного образца. Во время Гражданской войны лубки и плакаты оказались настолько близки друг к другу, что уже в 1920-е годы возникла фактическая путаница соотношения того или иного вида массового распространяемого изображения публичного характера к лубку или к плакату, отчасти сохраняющаяся в исследовании советских плакатов до сих пор. Несомненно влияние традиционного лубка на советские плакаты (особенно нацеленные на крестьян), заключавшееся в гротескности, гиперболизации и использовании фольклора. Марксистская мысль тех лет воспринимала лубок как народное, исконно деревенское искусство. Впрочем, как правило, «революционные» лубки были несколько меньше по размеру, нежели плакаты: если первые (по данным отчётов Литиздата ПУР за 1919-1920 гг.) были чаще площадью 70 × 50 см, то вторые — 100 × 70 см (хотя отмечены плакаты размером 70 × 50 см или даже меньше). Критик Вячеслав Полонский, один из первых в советской критике затронувший тему использования лубков с целью пропаганды, писал, что «в плакате нуждается город, а в лубке — деревня». Помимо пропаганды советской власти, лубки также несли и образовательную функцию, побуждая крестьян. Так же, как и до революции, они украшали жилища крестьян (внедрение революционных тем было одной из неотъемлемых задач раннесоветских лубков, высказывались предложения о массовом распространении лубков с целью продажи у крестьянской аудитории), поскольку после Октябрьской революции, по имеющимся свидетельствам, производство лубков практически прекратилось (критик и искусствовед Николай Тарабукин и вовсе писал, что традиционный лубок после октября 1917 г. вымер как явление вместе с другими отошедшими в прошлое общественно-бытовыми условиями), и образовавшуюся лакуну были призваны заполнить лубки нового образца (хотя для этой цели стены изб украшали всем, чем попадалось под руку: рекламой, школьными пособиями и т. д.), кроме того, они были должны заменить старые (о чём также писал Тарабукин). Плакаты же не могли выполнить подобную функцию, поскольку были чрезмерно большими и были рассчитаны на активное восприятие (в отличие от лубка, воспринимавшегося крестьянством и как предмет интерьера). Стоит, однако, отметить, что лубков красными выпускалось меньше, нежели плакатов. Также лубки в качестве пропагандистских средств во время Гражданской войны использовали и белые, однако, по воспоминаниям современников (например, журналист Александр Дроздов, работавший в то время в ОСВАГе), белогвардейские лубки отличались низким качеством, Дроздов в своих мемуарах описывает их как «аляповатые, как полотна ярмарочных паноптикумов, бесстыдные, как русская пошлость, скудоумные и лишённые всякой остроты».
Композиционно советские лубки конца 1910-начала 1920-х годов ориентируются на дореволюционные образцы: большинство лубков из вышеприведённых отчётов Литиздата ПУР состоят из нескольких изображений; некоторые стилизованы под старинные лубки (в частности, под лубки XVIII-го века) и богато декорированы, впрочем, изготовлялись и более лаконичные по форме и содержанию лубки, приближенные к плакатам. Некоторые лубки прямо отсылаются к известным старинным лубочным сюжетам. В сюжетном плане лубки обращены к крестьянам и их проблемам: борьбе с кулачеством и мракобесием, ликбезу. Также аудиторией лубков являлись красноармейцы, «на гражданке» жившие в сельской местности, а также казаки. Нередко лубки обращаются и к женской аудитории, на них, словно в любовных частушках, коммунисты, а в частности красноармейцы и комсомольцы выставляются как мо́лодцы и перспективные женихи; а также затрагиваются эмансипация и «борьба с кухонным рабством». Лубки времён Гражданской войны сюжетно продолжают аналогичные военно-пропагандистские лубки времён Первой Мировой войны (особенно с учётом того, что многие художники, работавшие над лубками в Первую Мировую, продолжили свою деятельность и в Гражданскую). По форме преподнесения информации лубки, помимо всего прочего, использовали такие фольклорные жанры, как частушки, сказы и сказки, раёшную рифмованную прозу, сближаясь таким образом с дореволюционными «песенными» лубками. Да и в целом, в отличие от плаката, где идея выражается в виде лозунгов, в лубке она, как и до революции, выражена в виде рассказа, повествования. В госиздатовских лубках активно использовались частушки, бытовавшие на тот момент в народе, хотя создатели плакатов могли сами их сочинять. С середины-конца 1920-х годов художественный стиль советских лубков меняется, и они становятся репродукцией реалистических станковых картин (в частности, пера живописцев объединения АХРР — одной из предтеч соцреализма); а кроме того, лубки, сохраняя важные черты традиционного лубка (такие, как многокадровая композиция, пояснительный текст и ориентация на народ), включают в себя и реалистическую живописную технику. Это можно объяснить тем, что советские лубки, стилизованные под старинные образцы, не имели большого успеха, поскольку воспринимались крестьянами как нечто псевдонародное. Искусствовед Фрида Рогинская в 1929 году писала, что «показательно также, что совершенно не идут лубки <…>, в которых есть стилизация под старый лубок. Лубки эти почти не вышли со склада. Потребитель не принимает нароитой подделки под крестьянский вкус, псевдонародного сюсюканья. Он не хочет, чтобы с ним говорили, подделываясь под предполагаемую наивность его восприятия». С 1930-х годов лубки окончательно исчезают.
К концу XX века, с ростом интереса к народным промыслам у интеллигенции, происходит возрождение интереса к лубку. В 1982 году художник Виктор Пензин основал «Мастерскую народной графики „Советский лубок“», художники которой воскресили технику и занимаются исследованием иконографии.  В данное объединение вошли более 120 художников из разных регионов страны (среди них О. Подкорытов, Ю. Ноздрин, А. Максимов, Ю. Мовчан[кто?]). В ходе работы мастерской удалось собрать редчайшие экспонаты народного графического искусства, разработать стилистику лубка и начать выставочную деятельность. За 1980-е годы были восстановлены канонические печатные формы по 120 различным лубочным сюжетам: духовный лубок, сатирический лубок, исторический лубок, бытовой, песенный лубок и так далее (ранние гравюры XVII–XVIII вв., литографский лубок XIX в., реконструированы лубки XVII–XVIII веков). В 1983 году вышел двухтомник «Народная гравированная книга Василия Кореня 1692—1696» советского искусствоведа Антонины Сакович, посвящённый творчеству Василия Кореня. Единственный частично уцелевший экземпляр книги (36 листов) хранится в Отделе редкой книги Российской национальной библиотеки в Санкт-Петербурге. Эта книга стала фундаментом создания нового вида графики — русский лубок. Мастерская воссоздала 36 листов «Библии для бедных» Кореня.

На это у нас ушло 10 лет. «Библию» мы восстановили по тем же канонам, те же доски, те же красители. К примеру, сурик (это красный цвет) мы делали из кирпича, жжёной глины. На озере в Вологодской области брали камни, растирали на яичном желтке. Ведь в старые времена всё делалось из природных материалов. Мы восстановили эти технологии…— Виктор Пезин
В 1989 году продолжением деятельности коллектива мастерской стало учреждение под эгидой Всероссийского Фонда культуры в 1989 году единственного в России Музея народной графики; 22 мая 1992 года в Москве, в Малом Головином переулке (д. 10/9, стр. 1), открылся «Музей народной графики», созданный по инициативе Виктора Пензина и при поддержке Комитета культуры при правительстве Москвы. Основу фондов музея составила коллекция В. П. Пензина, дополненная реконструкциями древних листов, а также произведениями современных мастеров-лубочников. При музее была открыта детская художественная школа «Все краски лубка». Первым директором музея более 25 лет был Виктор Петрович Пензин. В 2003 году музей был преобразован в Государственный музей народной графики, а в 2015 году был объединён с Музеем  наивного искусства в «Музей русского лубка и наивного искусства» (МРЛИНИ).

### XXI век
Помимо реконструкторов классического лубка, продолжающих работать методом Пензина, в XXI веке его стилистика активно используется художниками самых разных стилей, от изготовителей сувенирной продукции до создателей политической агитации.
Художник Андрей Кузнецов рисует интернет-лубки на злободневные темы с современными персонажами, автор под псевдонимом "Котъ Лубочный и ЛюЛи" рисует карикатуры на современных селебрити. В 2023 году на улицах Москвы появились плакаты в стиле лубок, высмеивающие иноагентов, они  появились на окнах Московского союза художников (МОСХ), в рамках проекта «Агитфронт», развивающего пропаганду на средства Президентского фонда культурных инициатив - проект назвали  «Окна МОСХа».

## Цензура и запреты
Законодательное регулирование лубков, их содержания и распространения предпринимались практически всё время их бытования. Ещё в 1674 году патриарх Московский и всея Руси Иоаким выпустил распоряжение, в котором запрещалось «покупать листы, коеи печатали немецы еретики, лютеры и кальвины, по своему проклятому мнению». Вместо этого на лубках должны были изображаться лики почитаемых святых, такие гравюры предназначались для «пригожества».
20 марта 1721 года вышел указ о запрете продажи «на Спасском мосту и в других местах Москвы сочиненныя разных чинов людьми… эстампы (листы), печатанные своевольно, кроме типографии». В результате в Москве была создана т. н. Изуграфская палата, выдававшая разрешения печатать лубки «своевольно, кроме типографии». Со временем этот указ практически перестал исполняться, появилось большое количество низкокачественных изображений святых. Поэтому указом от 18 октября 1744 года было повелено «представлять рисунки предварительно на апробацию епархильным архиреям».
Указ 21 января 1723 года требовал «Императорские персоны искусно писать свидетельствованном в добром мастерстве живописцам со всякою опасностью и прилежным тщанием». Поэтому на лубочных картинах не встречается изображений императоров/императриц и членов царской семьи.
В 1822 году для печатания лубков была введена полицейская цензура; некоторые лубки были запрещены, а доски уничтожены. В 1826 году цензурным уставом все эстампы (а не только лубки) были подчинены рассмотрению цензуры.

## Сюжеты

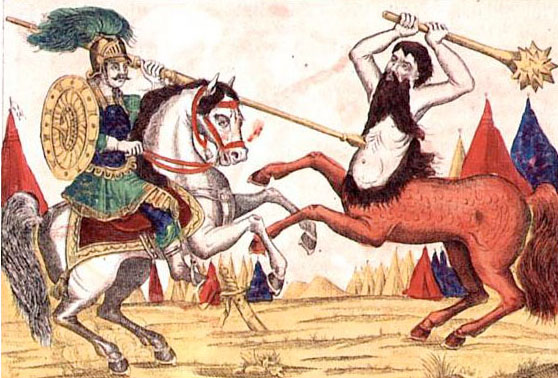
Бова Королевич сражается с Полканом. Сказочный лубок.

Изначально сюжетами для лубочных картин были рукописные сказания, житейники, «отеческие сочинения», устные сказания, статьи из переводных газет (например, «Куранты») и т. д.
Сюжеты и рисунки заимствовались из иностранных альманахов и календарей. В начале XIX века сюжеты заимствуются из романов и повестей Иоганна Вольфганга фон Гёте, Анны Радклиф, Софи Коттен, Шатобриана и других писателей.
Кроме того, в лубках могли описываться реальные происходившие на тот момент события, например, войны: один из первых военных конфликтов, запечатлённых на русских лубочных картинках, стала Семилетняя война; с этих пор лубки отзывались на практически все войны, которые вела Россия.
В конце XIX века преобладали картинки на темы из священного писания, портреты императорской семьи, затем шли жанровые картинки, всего чаще нравственно-поучительного характера (о гибельных последствиях обжорства, пьянства, жадности), лицевые издания «Еруслана Лазаревича» и других сказок, изображения в лицах народных песен («Ехали бояре из Нова-города», «Била жинка муженька»), женские головки со вздорными надписями, изображения городов (Иерусалим — пуп земли).

### Классификация
- Духовно-религиозные — выполнены в византийском стиле. Присутствуют изображения иконного типа; изображаются жития святых, притчи, нравоучения, песни и т. д.
- Философские.
- Юридические — изображения судебных процессов и судебных действий. Часто встречались сюжеты: «Шемякин суд» и «Повесть о Ерше Ершовиче».
- Исторические — «Умильные повести» из летописей. Изображение исторических событий, битв, городов. Топографические карты.
- Сказочные — изображения сказочных сюжетов (волшебные, богатырские, житейские сказки), «Повести об удалых людях».
- Праздники — изображения святых.
- Конница — лубки с изображением всадников.
- Балагурник — потешные лубки, лубки сатирического содержания, карикатуры.

### Лубок в русских игральных картах В. М. Свешникова
В 1981 году Комбинат цветной печати издает колоду игральных карт под названием «Карты игральные, по мотивам русских лубочных картинок, рисованные Виктором Свешниковым». Рисунки к данной колоде изготовил один из старейших художников Ленинграда, график Виктор Михайлович Свешников (1907—1993). Ученик И. Я. Билибина и В. М. Конашевича, он вносит значительный вклад в графическое искусство игральных карт. Лубочные рисунки Свешникова сделаны на высоком мастерском уровне, в них чувствуется большая и серьёзная подготовительная работа художника по изучению исторического и бытового материала.

## Эволюция русского лубка

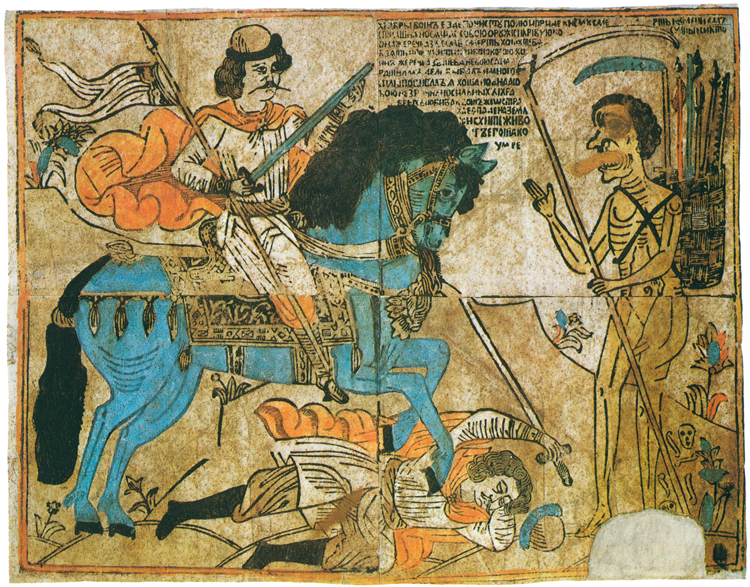
Аника-воин и смерть (XVII век)
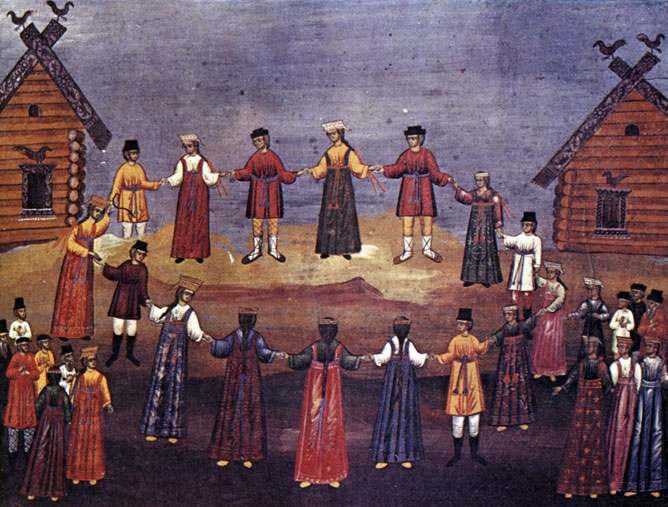
Хоровод (XVII-XVIII века)
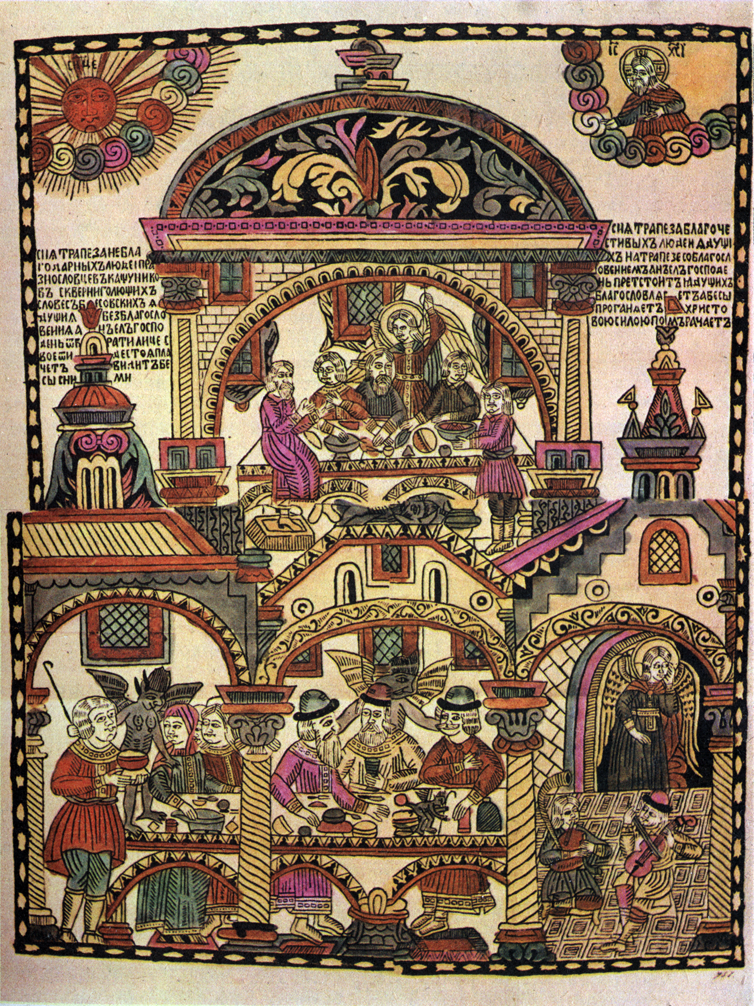
Четырёхлистовый лубок «Трапеза благочестивых и нечестивых» (XVIII век)
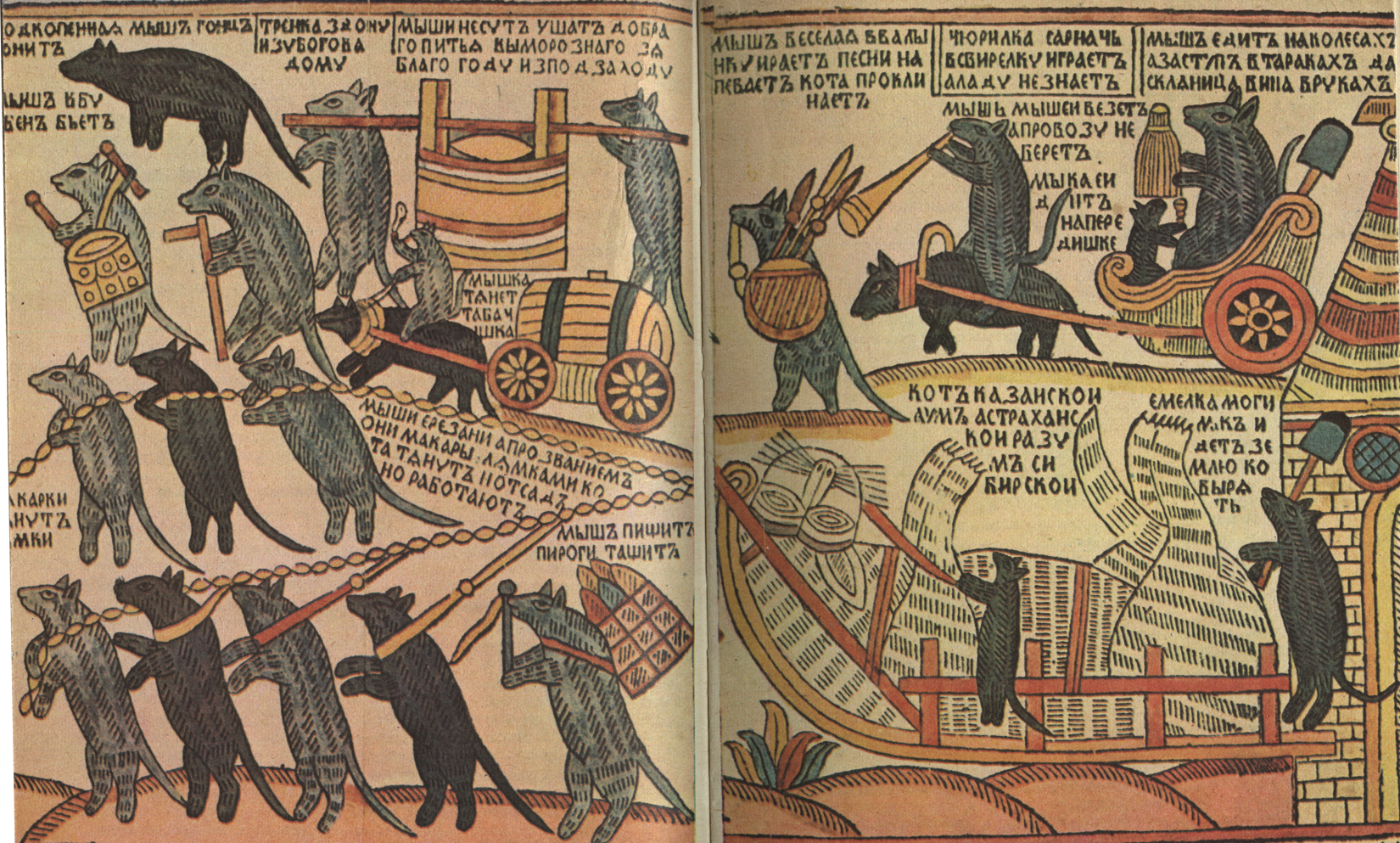
«Как мыши кота хоронили» (XVIII век)
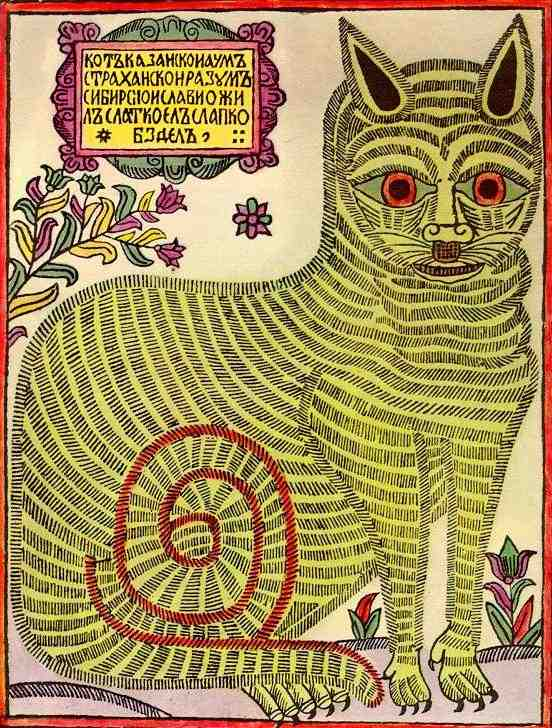
Кот Казанской, ум Астраханской, разум Сибирской (XVIII век)
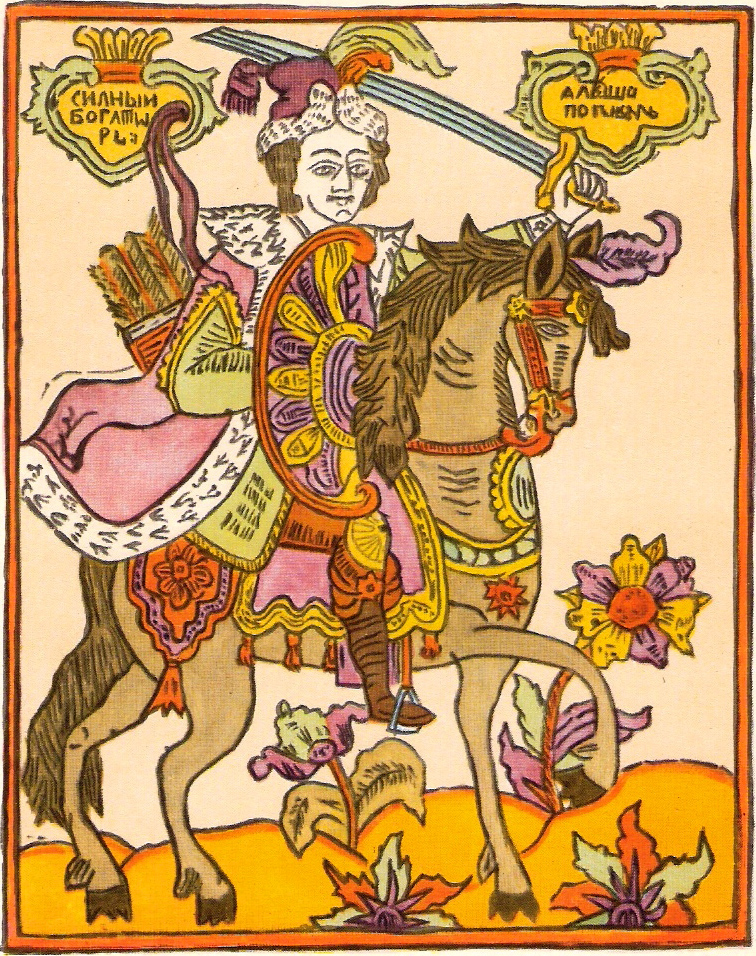
Алёша Попович (XVIII век)
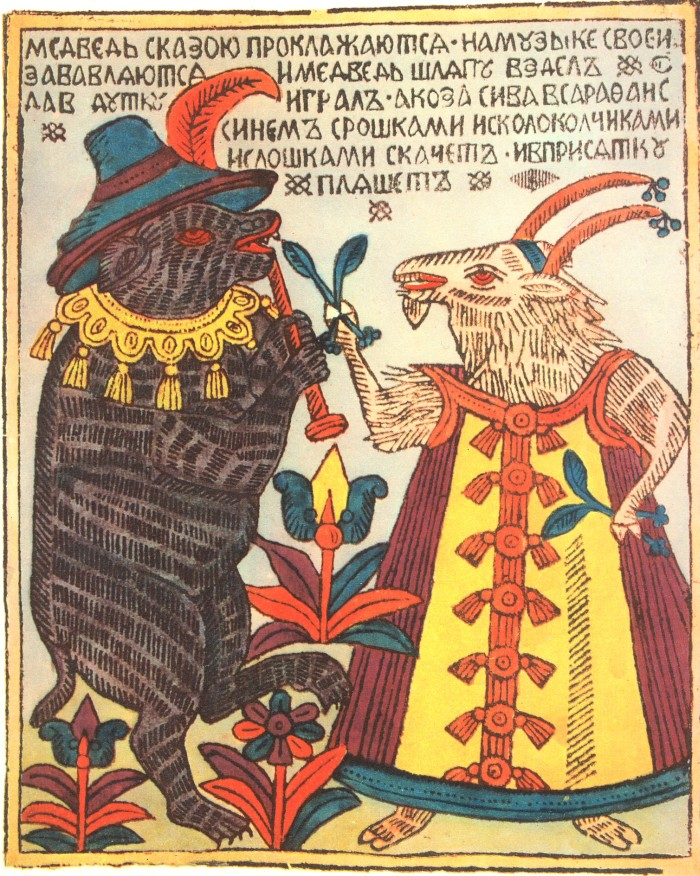
Медведь с козою прохлаждается (XVIII век)
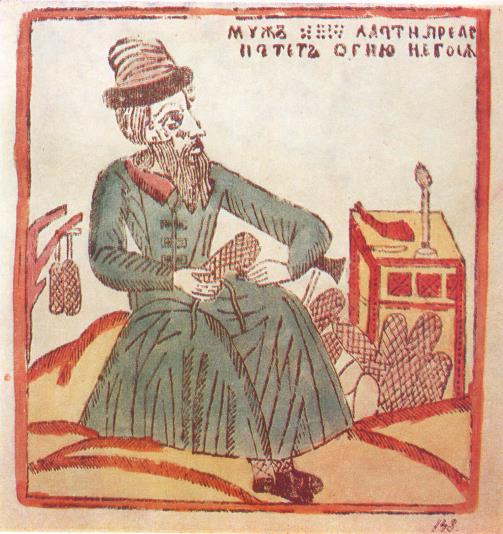
Мужик лапти плетёт (XVIII век)
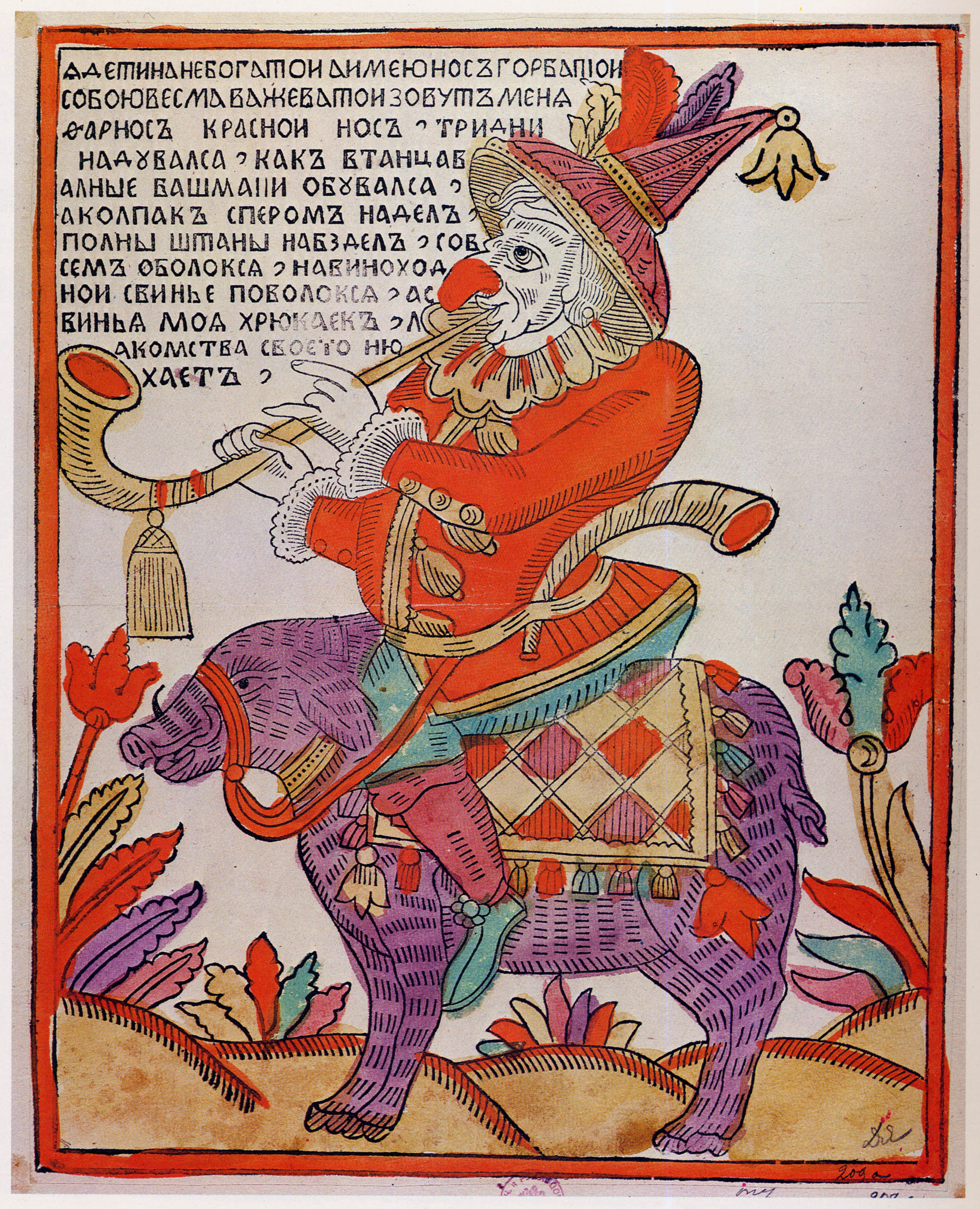
Шут Фарнос верхом на свинье (XVIII век)
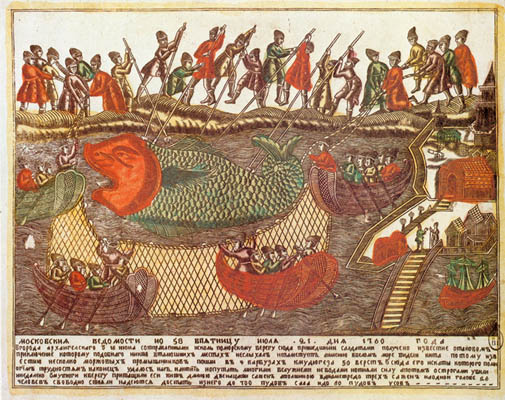
Ловля кита в Белом море (1760-е)
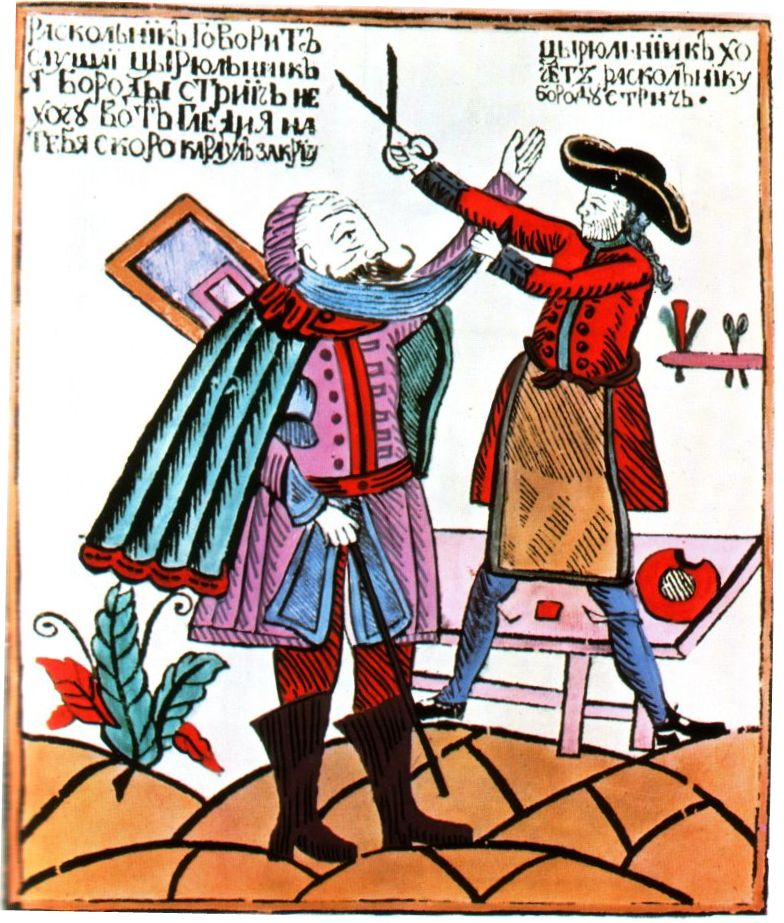
Раскольник и цирюльник (1770-е)
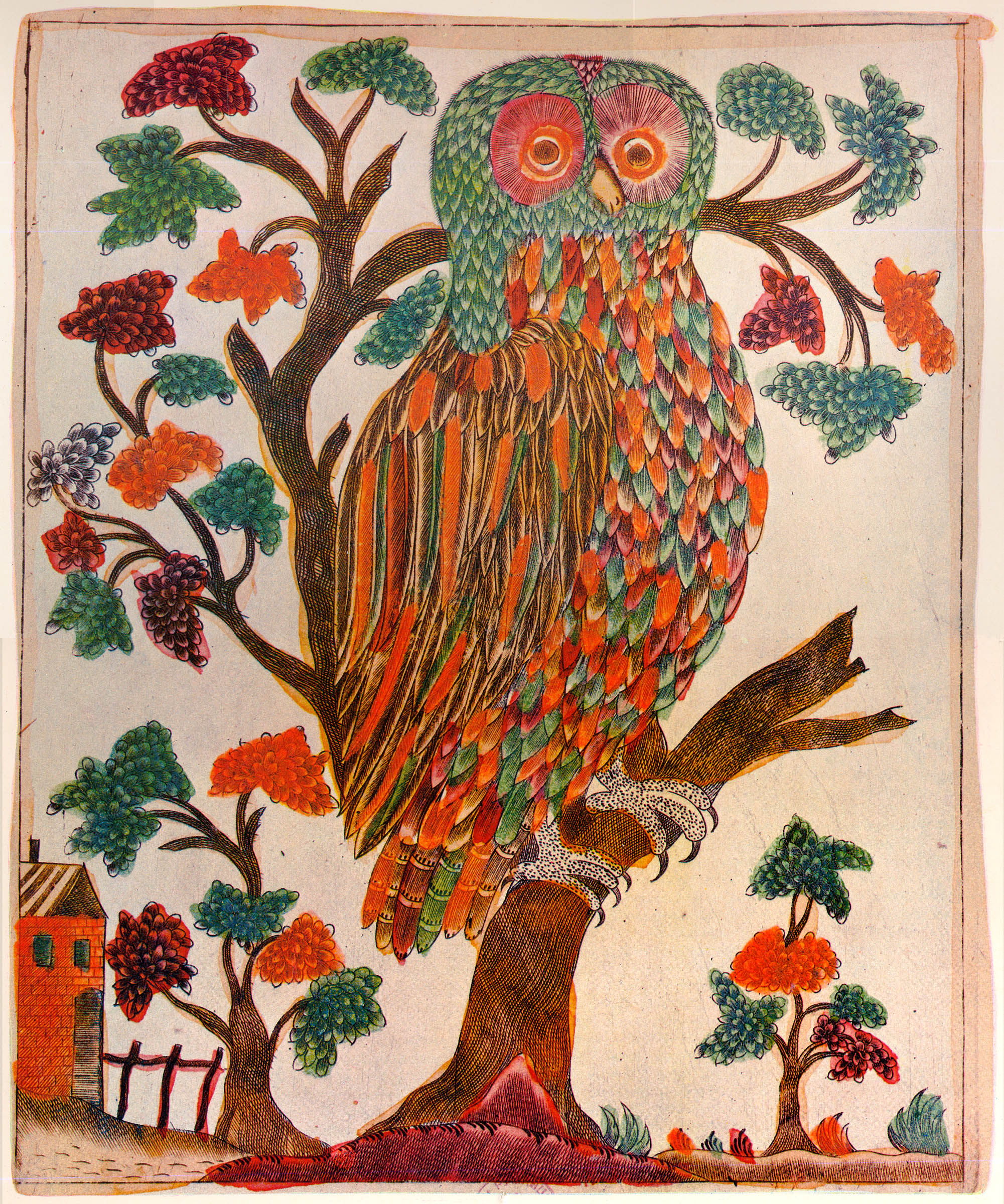
Сова (начало XIX века)
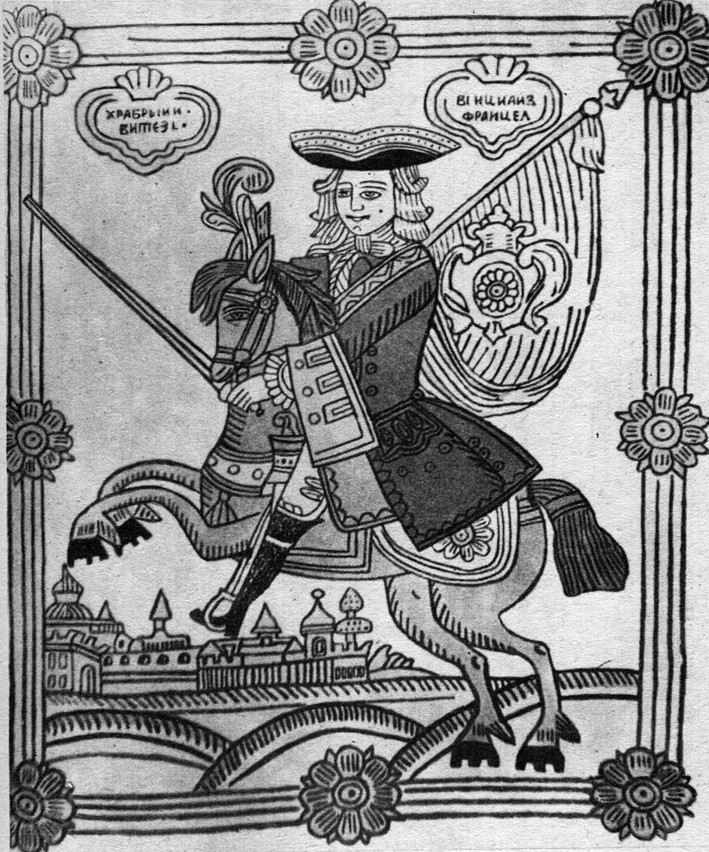
Храбрый Витязь Франц Венециан (XIX век)
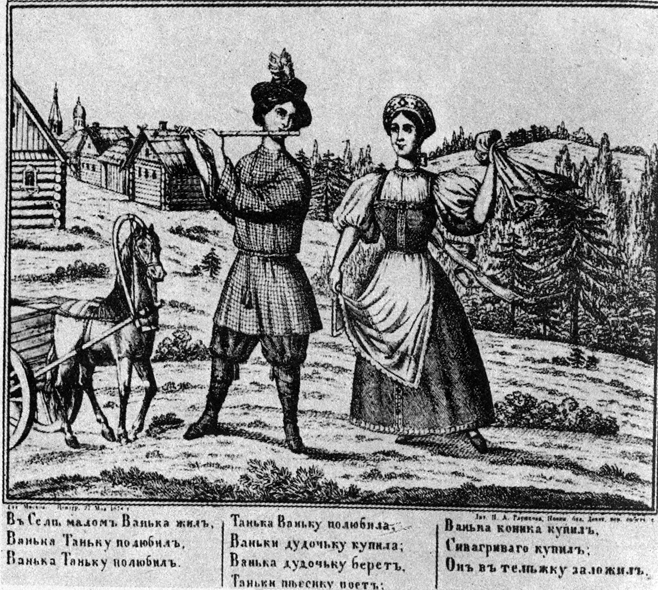
В селе малом Ванька жил… (XIX век)
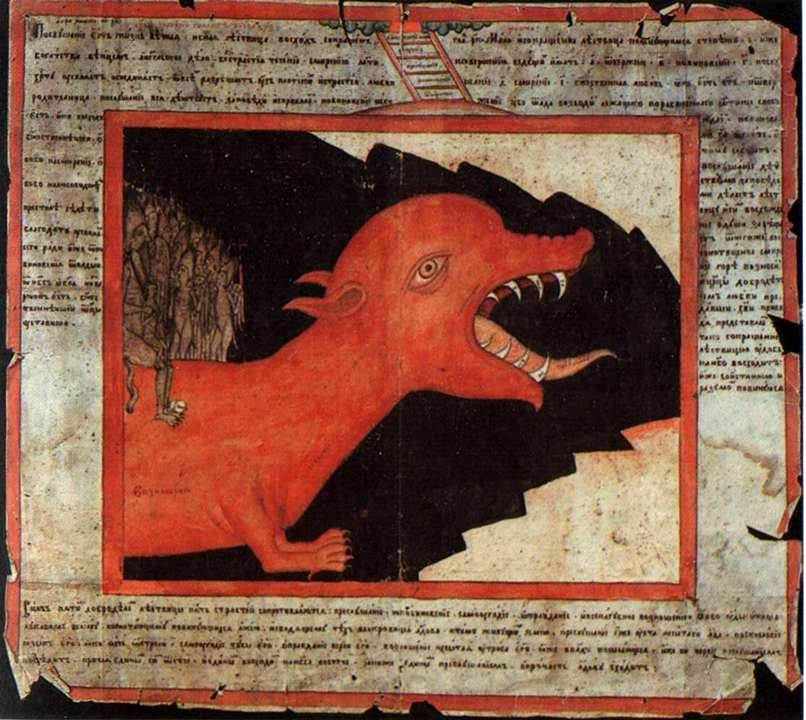
Адское чудовище (XIX век)
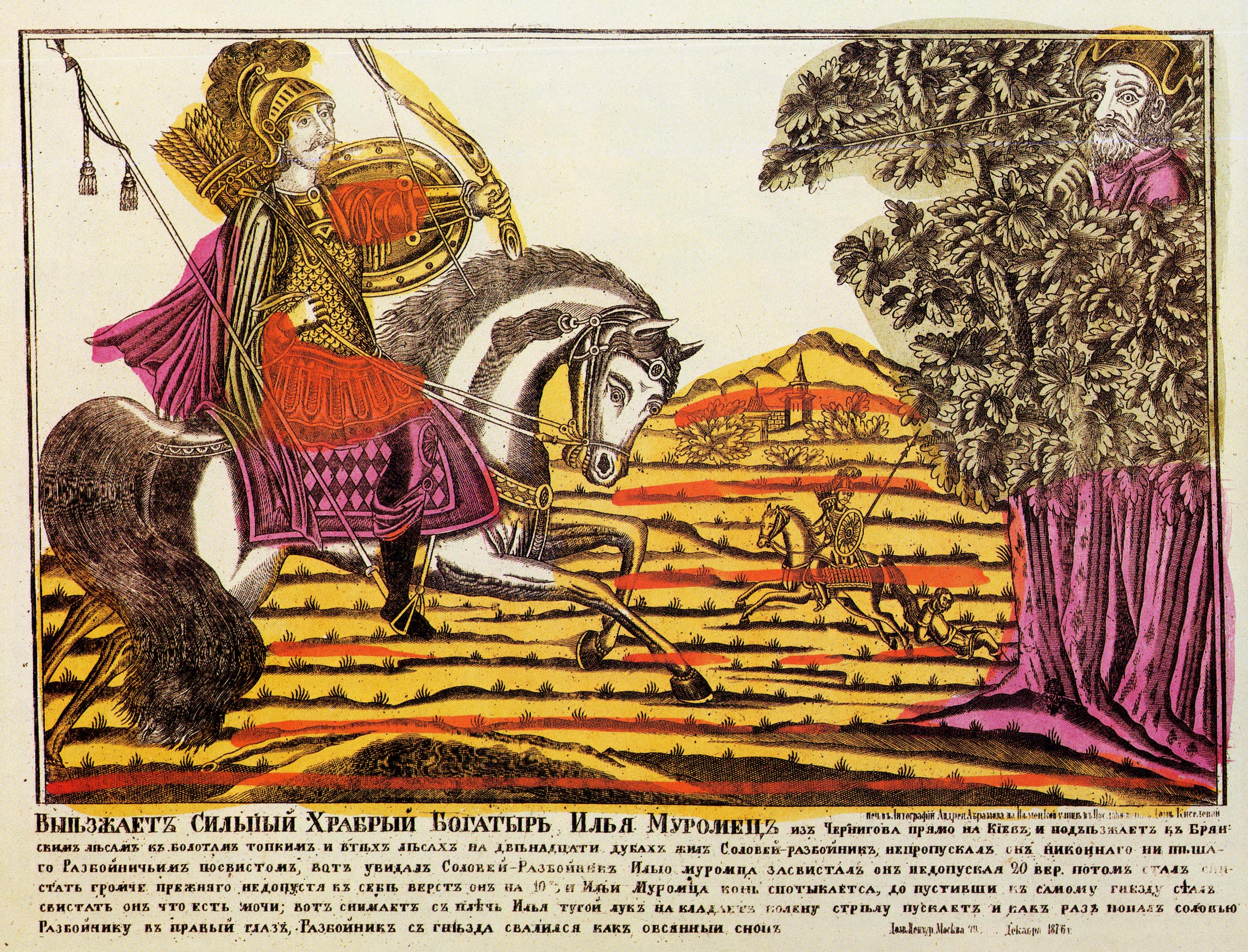
Илья Муромец и Соловей-разбойник (XIX век)
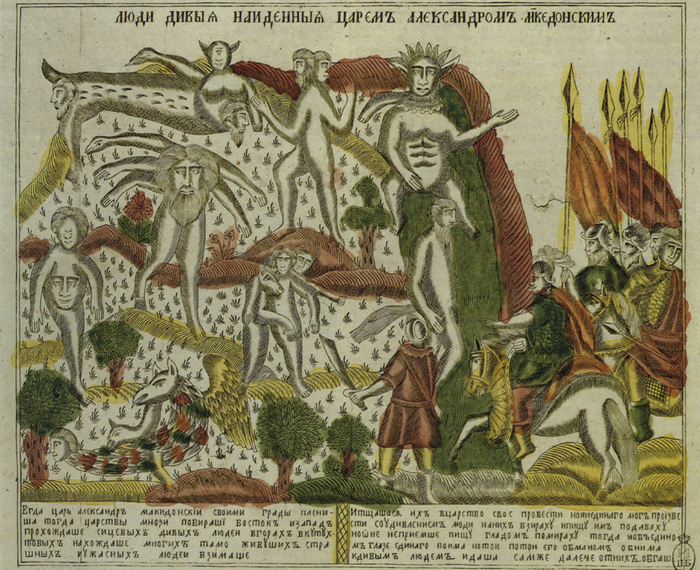
Люди дивые, найденные царём Александром Македонским,. лубок литографии Андрея Абрамова, Москва. 1820-е годы
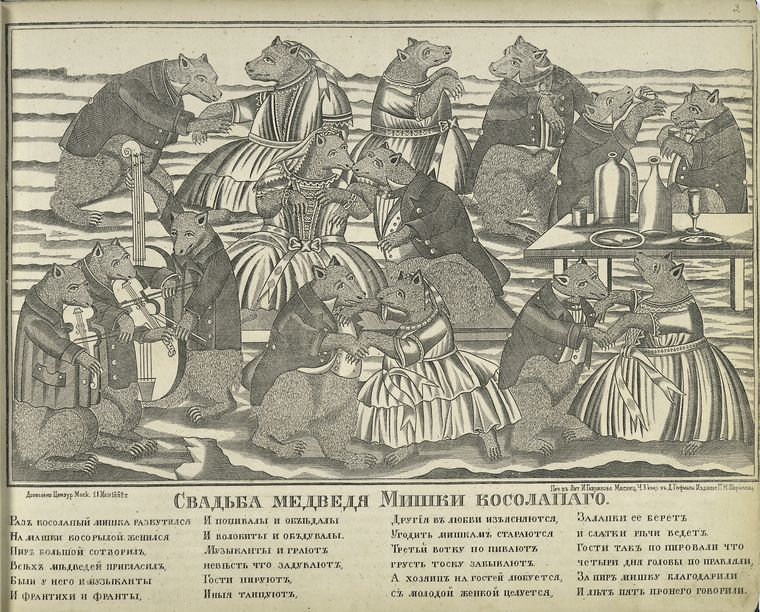
Свадьба Мишки косолапого (1868 год)
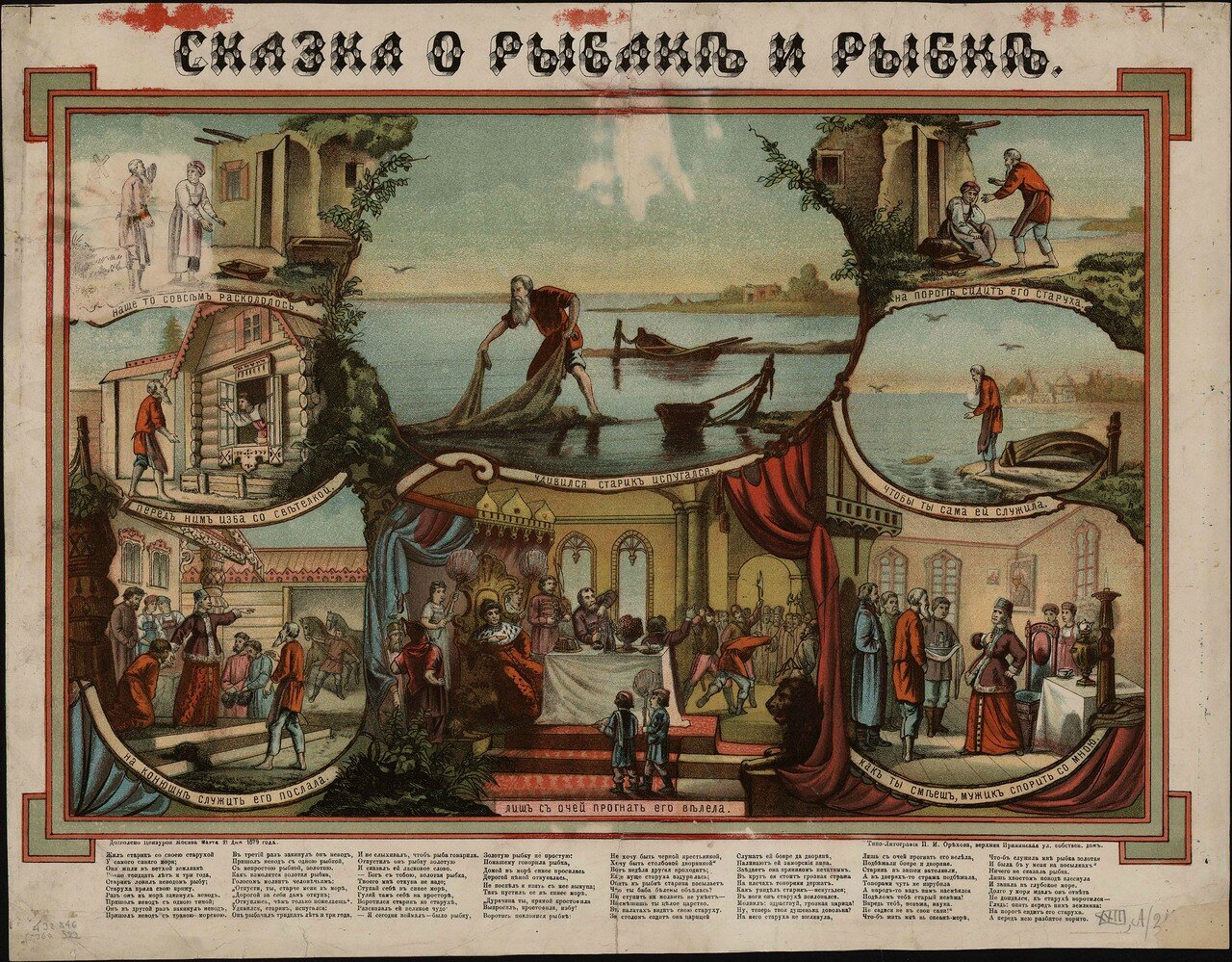
Сказка о рыбаке и рыбке, лубок литографии П. И. Орехова, Москва, 1878 год
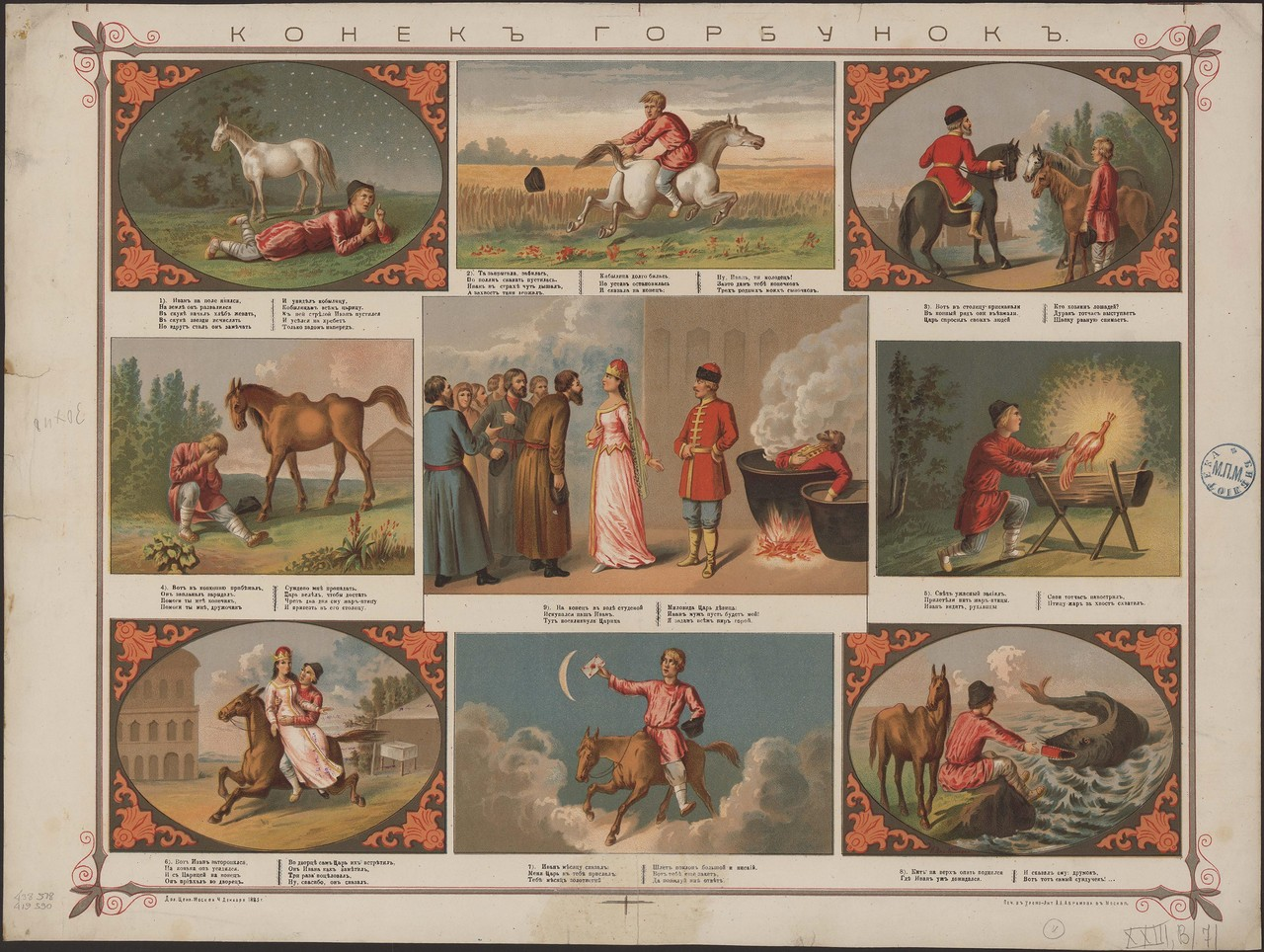
Конёк-горбунок, лубок издательства Сытина (1885 год)
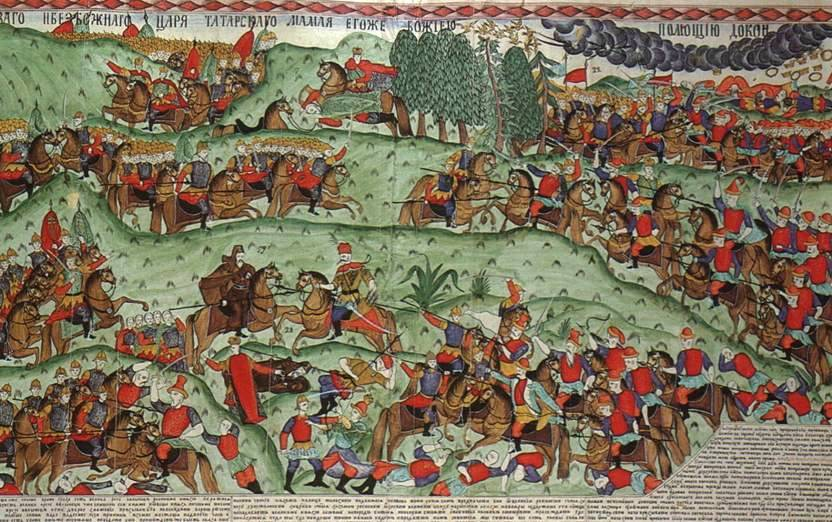
Куликовская битва (1890-е)
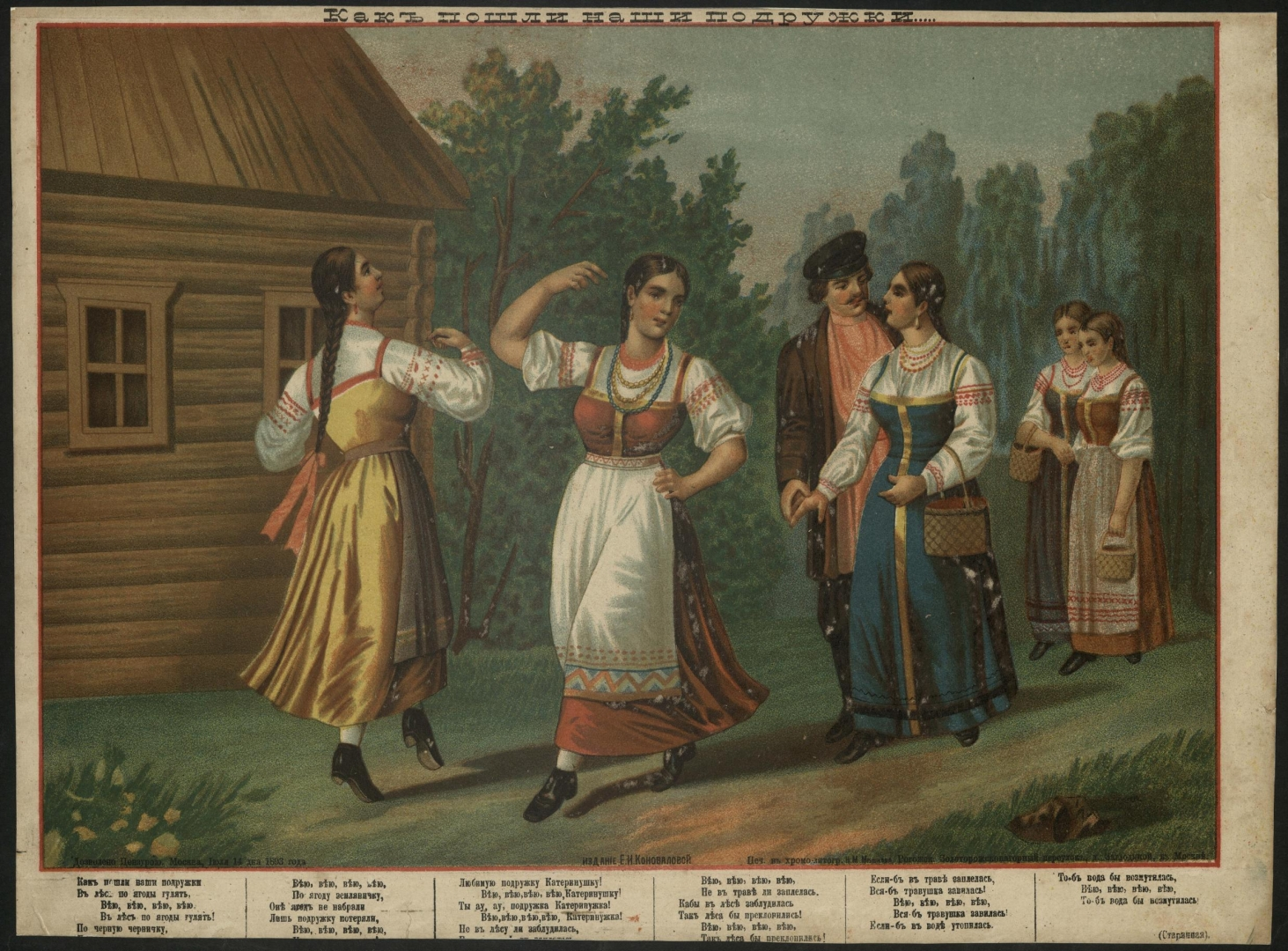
Как пошли наши подружки, лубок издательства Е. И. Коноваловой (1893, Москва)
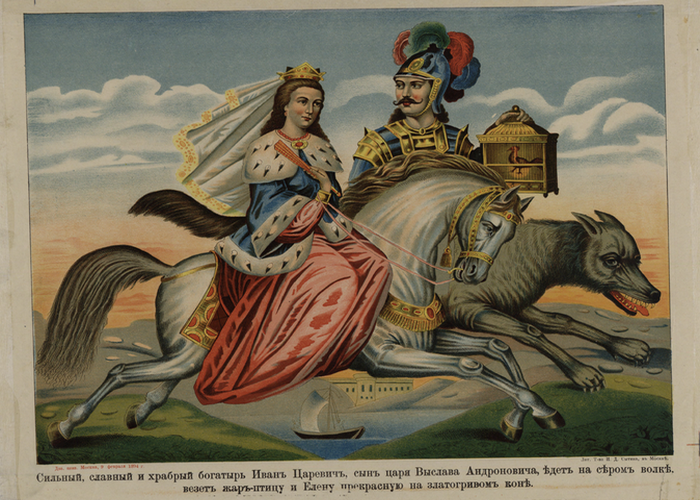
Иван-царевич и Елена Прекрасная, лубок издательства Сытина (1894 год)
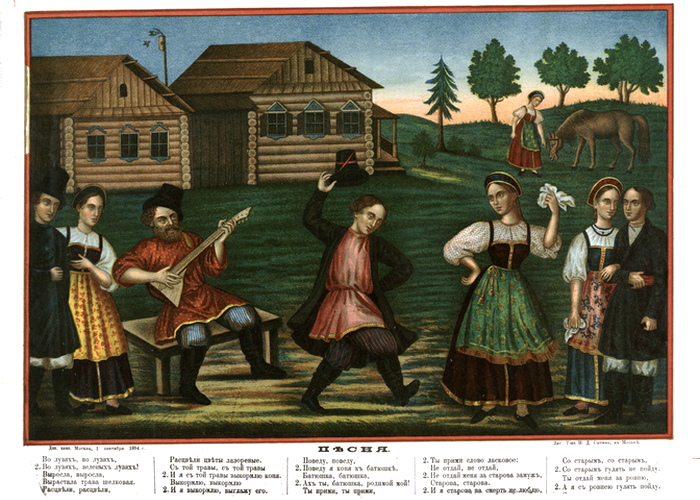
Во лузях, лубок издательства Сытина (1894 год)
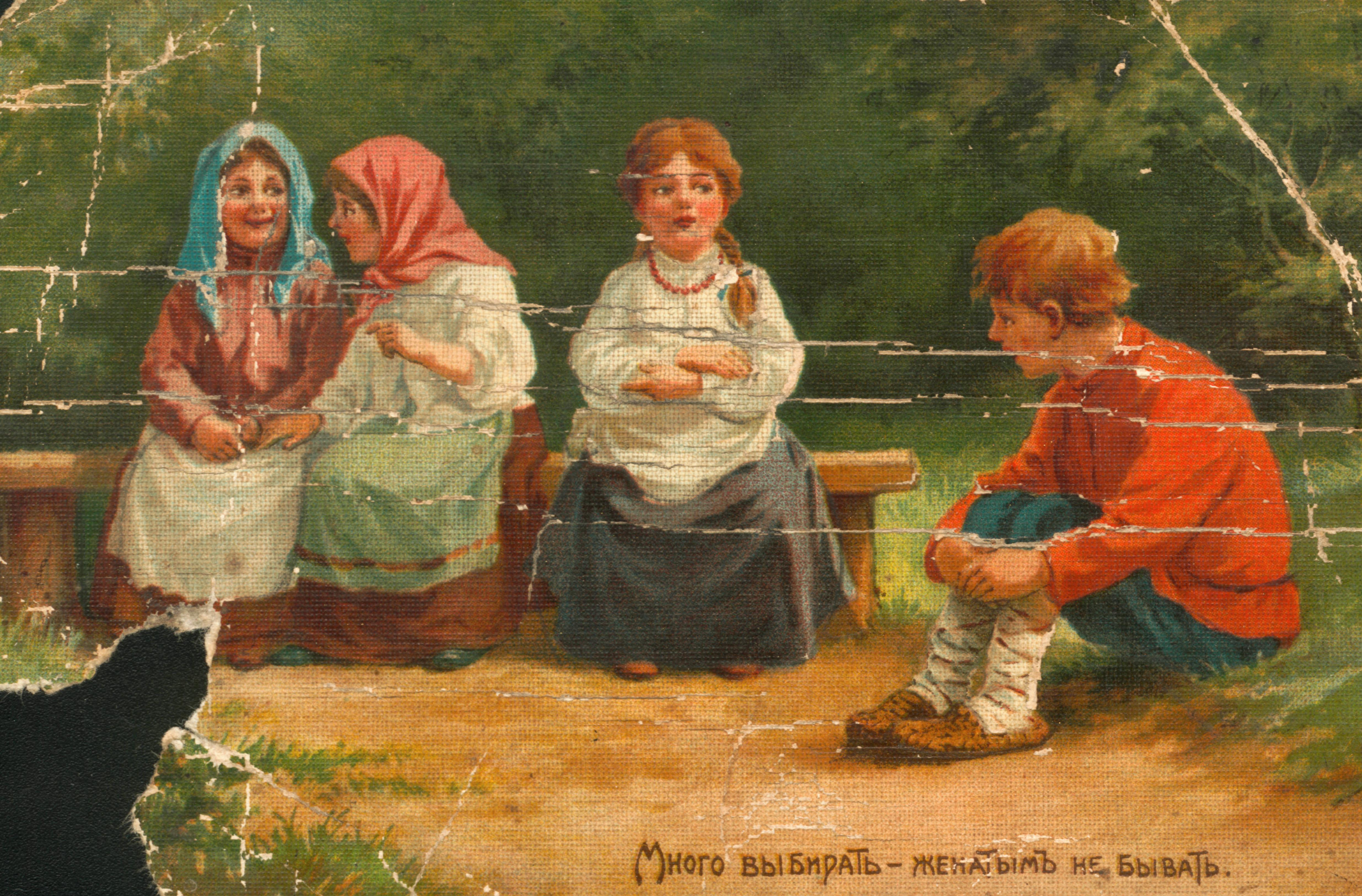
В. А. Табурин, Много выбирать — женатым не бывать (1900-е)
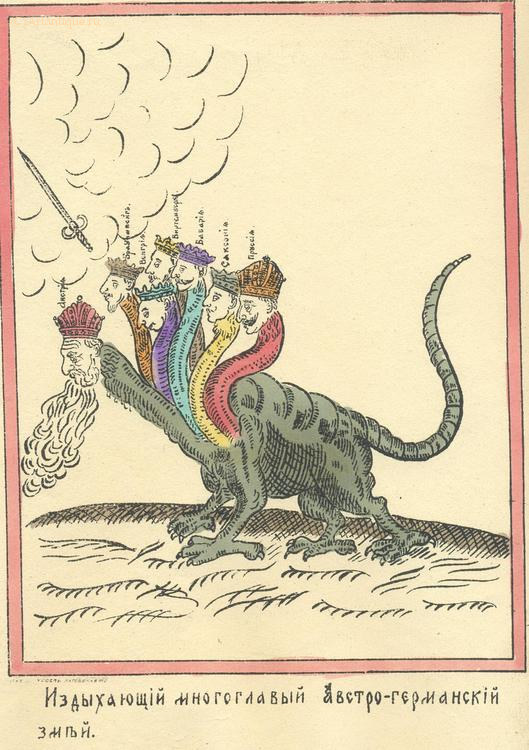
«Издыхающий многоглавый австро-германский змей», пропагандистский лубок (1914)
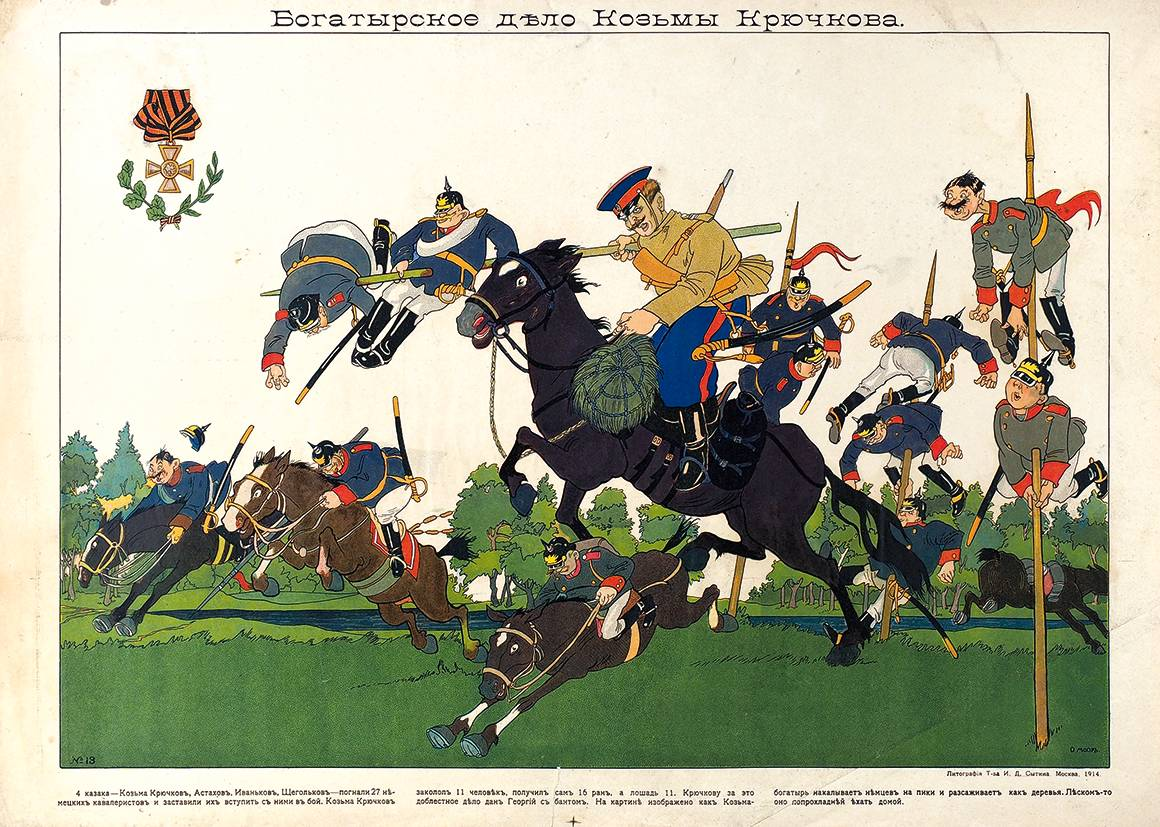
Богатырское дело Козьмы Крючкова, пропагандистский лубок издательства Сытина, художник Дмитрий Моор (1914)
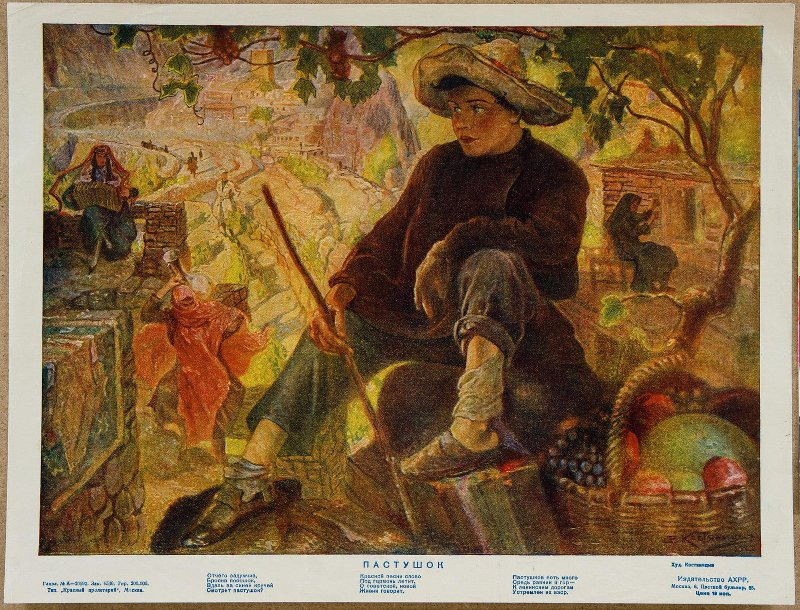
Пастушок, лубок из собрания Самарского художественного музея, художник Василий Костяницын (1920-е годы)
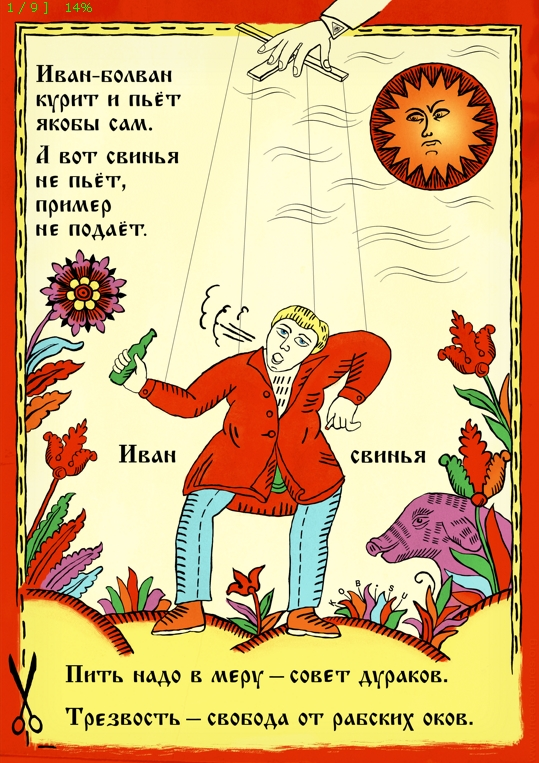
Антиалкогольная социальная реклама в лубочном стиле, 2011.

## Производство

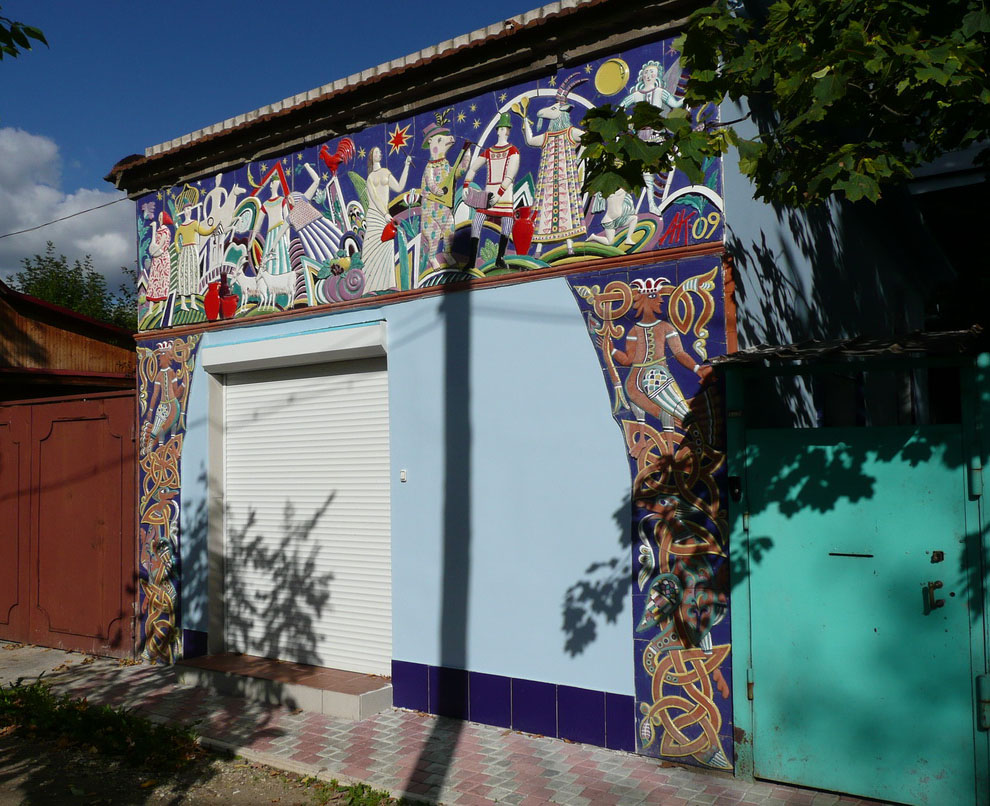
Гараж, оформленный лубочным декором (Тверь, Затьмачье)

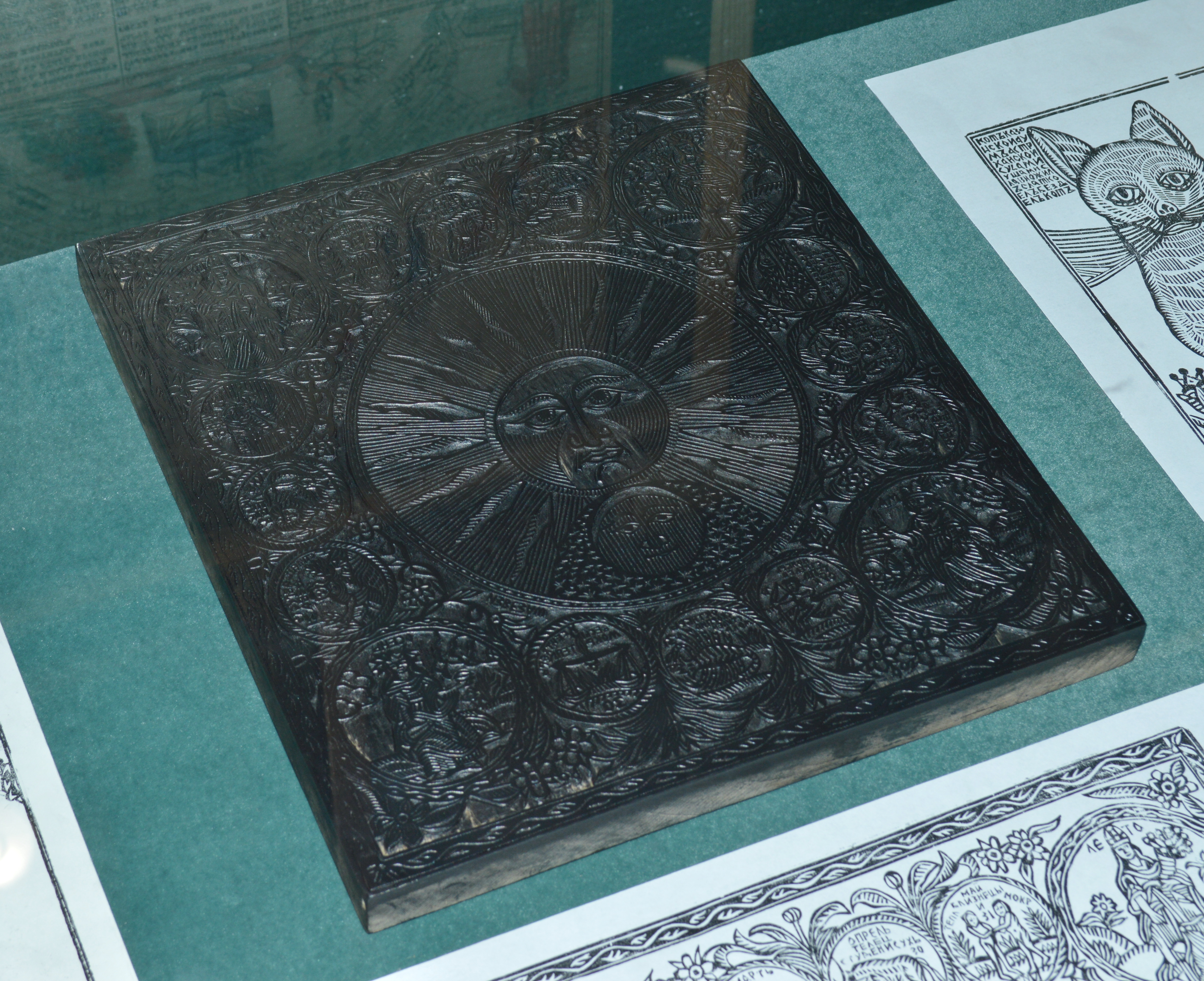
Лубочная доска. Музей русского лубка и наивного искусства

Изготовлялся лубок следующим образом: художник наносил карандашный рисунок на липовой доске (лубе), затем по этому рисунку ножом делал углубление тех мест, которые должны остаться белыми. Смазанная краскою доска под прессом оставляла на бумаге чёрные контуры картины. Отпечатанные таким способом на серой дешёвой бумаге назывались картины-простовики. Простовики отвозили в специальные артели. В XIX веке в подмосковных и владимирских деревнях существовали специальные артели, которые занимались раскраской лубка. Занимались раскраской лубков женщины и дети.
Копирование досок называлось переводом. Доски изначально липовые, затем кленовые, грушёвые и пальмовые.
Знаменованием называлось нанесение рисунка и раскрашивание.
Позднее появился более совершенный способ изделия лубочных картин, появились художники-гравёры. Тонким резцом на медных пластинах они гравировали штриховкой рисунок, со всеми мелкими подробностями, чего невозможно было сделать на липовой доске.
Примерно в XVI (или в XVII) веке знаменование разделилось на знаменование и гравировку. Знамёнщик наносил рисунок, гравёр вырезал его на доске, или металле.
В России гравёры назывались «фряжских (то есть итальянских) резных дел мастерами» (в отличие от русских «обычных» резчиков по дереву). В Москве в конце XVI века первым гравёром был предположительно Андроник Тимофеев Невежа.
Способ расцветки картин оставался тот же. Артельщики принимали от издателей-лубочников заказы на раскраску сотен тысяч экземпляров. Один человек за неделю раскрашивал до одной тысячи лубков — за такую работу платили один рубль. Профессия называлась цветальщик. Профессия исчезла после появления литографских машин.